# Liste des séries parues dans le Weekly Shōnen Champion

Cette page annexe liste l'ensemble des séries de manga étant ou ayant été prépubliées dans le magazine hebdomadaire Weekly Shōnen Champion de l'éditeur Akita Shoten.

## Mode d'emploi et cadre de recherche
Le tableau ci-dessous liste l'ensemble des séries de manga étant ou ayant été prépubliées dans le magazine.
- Le tableau est triable.
  - Le tableau est, par défaut, affiché dans l'ordre d'apparition. Les 1re et 5e colonnes (« No  » et « Première publication ») trient dans le même ordre.
  - Les séries en cours apparaissent en fin de tableau si le tri est effectué selon la 6e colonne. Elles sont triées entre elles par ordre de première publication.
  - Des clés de tri en hiragana sont utilisées pour la 2de colonne.
  - Les 7e et 8e colonnes disposent d'un système de clés de tri afin de ne pas avoir de diacritique.
- Les 5e et 6e colonnes sont sous la forme « aaaa.nn » où « aaaa » désigne l'année et « nn » le numéro de la publication à prendre en compte.
  - S'il s'agit d'un numéro double, il apparait sous la forme « aaaa.nn/NN » où NN désigne le second numéro.
  - Une balise d'appel de références est automatiquement créée pour chaque année utilisée dans le tableau, il est toutefois nécessaire de créer la référence correspondante en fin de page.
- Deux couleurs sont utilisées dans le tableau pour signaler les manga en cours de publication lors de la dernière mise à jour :

|  | Manga en cours de publication le 28 octobre 2012 ; |

|  | Manga transféré dans un autre magazine et encore en cours de publication le 28 octobre 2012. |

- La 4e colonne (« Titre français ») n'est remplie que s'il existe un titre officiel en français choisi par un éditeur francophone.
- Les liens vers les articles en français se font dans la 4e colonne si elle est remplie, dans la 3e sinon.
- Les liens vers les articles en japonais n'existent que si l'article existe.
- Chaque année, groupe de hiragana ou lettre dispose d'une ancre. Après avoir trié selon ses désirs le tableau, il est possible de faire une recherche grâce au cadre ci-dessous.

| Type                    | Type                    | Liens | Pour les colonnes                                                                           |
| ----------------------- | ----------------------- | --- | ------------------------------------------------------------------------------------------- |
| Par ordre chronologique | Par ordre chronologique | - 1969 1970 - 1971 - 1972 - 1973 - 1974 - 1975 - 1976 - 1977 - 1978 - 1979 1980 - 1981 - 1982 - 1983 - 1984 - 1985 - 1986 - 1987 - 1988 - 1989 1990 - 1991 - 1992 - 1993 - 1994 - 1995 - 1996 - 1997 - 1998 - 1999 2000 - 2001 - 2002 - 2003 - 2004 - 2005 - 2006 - 2007 - 2008 - 2009 2010 - 2011 - 2012 | No , Première publication, Dernière publication                                             |
| Par ordre chronologique | Par ordre chronologique | En cours | Dernière publication                                                                        |
| Titre                   | Par ordre numérique     | 0 à 9 | Titre japonais, Transcription, Traduction, Titre français, Auteur (dessinateur), Scénariste |
| Titre                   | Par ordre syllabaire    | - あ - か - さ - た - な - は - ま - や - ら - わ - ん | Titre japonais                                                                              |
| Titre                   | Par ordre alphabétique  | - A - B - C - D - E - F - G - H - I - J - K - L - M N - O - P - Q - R - S - T - U - V - W - X - Y - Z | Transcription, Traduction, Titre français, Auteur (dessinateur), Scénariste                 |

## Liste
Liste des séries ayant été pré-publiées dans le magazine Shōnen Champion
| No     | Titre japonais                                     | Transcription                                            | Titre français                 | Première publication | Dernière publication | Auteur (Dessinateur) | Scénariste           |
| ------ | -------------------------------------------------- | -------------------------------------------------------- | ------------------------------ | -------------------- | -------------------- | -------------------- | -------------------- |
| 000 c  | んんん                                             | zzzzz                                                    | 1969                           | 1969.00              | 1969.00              | zzzzz                | zzzzz                |
| 001    | あばしり一家                                       | Abashiri Ikka                                            | —                              | 1969.01              | 1973.16              | Gō Nagai             | —                    |
| 002    | 俺のマウンド                                       | '                                                        | —                              | 1969.01              | 1970.13              | Tadashi Matsumori    | Hisao Maki           |
| 003    | ざんこくベビー                                     | '                                                        | —                              | 1969.01              | 1971.24              | Akiyama George       | —                    |
| 004    | ザ・クレーター                                     | The Crater                                               | Le Cratère                     | 1969.01              | 1970.07              | Osamu Tezuka         | —                    |
| 005    | 赤い牙                                             | '                                                        | —                              | 1969.01              | 1970.05              | Hiroshi Kaizuka      | —                    |
| 006    | 夕やけ番長                                         | Yuuyake Banchou                                          | —                              | 1969.01              | 1970.13              | Toshio Shōji         | Ikki Kajiwara        |
| 007    | 流れ狼                                             | '                                                        | —                              | 1969.01              | 1969.10              | Kōji Asaoka          | —                    |
| 008    | 狂人軍                                             | Kyoujungun                                               | —                              | 1969.03              | 1970.06              |                      | —                    |
| 008 c  | んんん                                             | zzzzz                                                    | 1970                           | 1970.00              | 1970.00              | zzzzz                | zzzzz                |
| 009    | モーレツ先生                                       | '                                                        | —                              | 1970.01              | 1971.05・06          |                      | —                    |
| 010    | リングの嵐                                         | '                                                        | —                              | 1970.01              | 1970.17              |                      | —                    |
| 011    | ふきだまり                                         | '                                                        | —                              | 1970.06              | 1970.12              | Noboru Kawasaki      | —                    |
| 012    | がらがら                                           | '                                                        | —                              | 1970.07              | 1971.03・04          | Pro Saitō            | —                    |
| 013    | やけっぱちのマリア                                 | '                                                        | —                              | 1970.08              | 1970.30              | Osamu Tezuka         | —                    |
| 014    | チャンピオンマンガ科・マンガ道                     | '                                                        | —                              | 1970.08              | 1972.30              |                      | —                    |
| 015    | ゲバ宿                                             | '                                                        | —                              | 1970.13              | 1971.01              |                      | —                    |
| 016    | カミカゼ                                           | '                                                        | —                              | 1970.14              | 1970.27              | Jyoya Kagemaru       | —                    |
| 017    | 雲をけとばせ!                                      | '                                                        | —                              | 1970.14              | 1971.07              | Toshio Shōji         | Hisao Maki           |
| 018    | 銭っ子                                             | '                                                        | —                              | 1970.14              | 1971.32              | Shinji Mizushima     | Kobako Hanato        |
| 019    | 朝日の恋人                                         | '                                                        | —                              | 1970.14              | 1971.21              | Eiji Kazama          | Ikki Kajiwara        |
| 020    | 大強奪                                             | '                                                        | —                              | 1970.23              | 1971.01              | Kenji Nanba          | —                    |
| 021    | アラバスター                                       | Alabaster                                                | Alabaster                      | 1970.35              | 1971.27              | Osamu Tezuka         | —                    |
| 021 c  | んんん                                             | zzzzz                                                    | 1971                           | 1971.00              | 1971.00              | zzzzz                | zzzzz                |
| 022    | あばれ鳥                                           | '                                                        | —                              | 1971.02              | 1971.28              |                      | Mamoru Sasaki        |
| 023    | アイラブねえちゃん                                 | '                                                        | —                              | 1971.09              | 1971.29              |                      | —                    |
| 024    | ガッツジュン                                       | Gattsujun                                                | —                              | 1971.10              | 1972.03・04          | Junji Obata          | —                    |
| 025    | タタケイのジャリ教室                               | '                                                        | —                              | 1971.10              | 1971.29              |                      | —                    |
| 026    | 宇宙猿人ゴリ                                       | '                                                        | —                              | 1971.20              | 1971.40              | Daiji Kazumine       | Sōji Ushio           |
| 026    | 宇宙猿人ゴリ                                       | '                                                        | —                              | 1971.20              | 1971.40              | Daiji Kazumine       | Sōji Ushio           |
| 027    | 太陽の恋人                                         | '                                                        | —                              | 1971.24              | 1971.53              | Eiji Kazama          | Ikki Kajiwara        |
| 028    | バビル2世                                          | Babel 2-Sei                                              | —                              | 1971.28              | 1973.47              | Mitsuteru Yokoyama   | —                    |
| 029    | 燃えよ番外兵                                       | '                                                        | —                              | 1971.29              | 1971.46              | Takao Yaguchi        | Kazuo Koike          |
| 030    | エイトビート                                       | '                                                        | —                              | 1971.30              | 1972.06              | Hideo Azuma          | —                    |
| 031    | 泣くな! 十円                                       | '                                                        | —                              | 1971.30              | 1973.35              | Jirō Tsunoda         | —                    |
| 032    | 真紅のボウラー                                     | '                                                        | —                              | 1971.31              | 1972.41              | Sachio Umemoto       | —                    |
| 033    | いただきヤスベエ                                   | '                                                        | —                              | 1971.36              | 1972.11              | Shinji Mizushima     | Jirō Gyū             |
| 034    | 怪力ボンゴ                                         | '                                                        | —                              | 1971.37              | 1972.13              | Akiyama George       | —                    |
| 035    | 青いパンサー                                       | '                                                        | —                              | 1971.41              | 1971.53              | Jiro Kuwata          | —                    |
| 036    | 原始少年リュウ                                     | Genshi Shounen Ryuu                                      | —                              | 1971.42              | 1972.16              | Shōtarō Ishinomori   | —                    |
| 037    | 刑事いのち                                         | '                                                        | —                              | 1971.48              | 1972.12              | Jyoya Kagemaru       | Kazuo Koike          |
| 037 c  | んんん                                             | zzzzz                                                    | 1972                           | 1972.00              | 1972.00              | zzzzz                | zzzzz                |
| 038    | 0戦あらし                                          | '                                                        | —                              | 1972.01              | 1972.42              | Naoki Tsuji          | —                    |
| 039    | 夕日の恋人                                         | '                                                        | —                              | 1972.05              | 1972.15              | Eiji Kazama          | Ikki Kajiwara        |
| 040    | ネオマスク                                         | '                                                        | —                              | 1972.07              | 1972.29              | Junji Obata          | Masaki Tsuji         |
| 041    | きまぐれ悟空                                       | '                                                        | —                              | 1972.08              | 1972.29              | Hideo Azuma          | —                    |
| 042    | ゴミムシくん                                       | '                                                        | —                              | 1972.14              | 1973.32              | Akiyama George       | —                    |
| 043    | おやじの手錠                                       | '                                                        | —                              | 1972.16              | 1972.30              | Jyoya Kagemaru       | —                    |
| 044    | 剣は道なり                                         | '                                                        | —                              | 1972.17              | 1972.36              | Toshio Shōji         | Ikki Kajiwara        |
| 045    | ドカベン                                           | Dokaben                                                  | Dokaben                        | 1972.18              | 1981.16              | Shinji Mizushima     | —                    |
| 046    | 拳銃王子                                           | '                                                        | —                              | 1972.19              | 1972.35              |                      | Hisao Maki           |
| 047    | 魔太郎がくる!!                                     | Matarou ga Kuru!!                                        | —                              | 1972.30              | 1975.47              |                      | —                    |
| 048    | ほえろガクラン                                     | '                                                        | —                              | 1972.31              | 1972.41              | Junji Obata          | Noburu Shiroyama     |
| 049    | 飛行潜サブマック                                   | '                                                        | —                              | 1972.35              | 1972.44              | Satoru Ozawa         | —                    |
| 050    | 拳のアニマル                                       | '                                                        | —                              | 1972.38・39          | 1973.06・07          | Mitsuyoshi Sonoda    | Hisao Maki           |
| 051    | はだしの巨人                                       | '                                                        | —                              | 1972.43              | 1973.13              | Mikiya Mochizuki     | —                    |
| 052    | ふたりと5人                                        | '                                                        | —                              | 1972.43              | 1976.37              | Hideo Azuma          | —                    |
| 053    | いそうろう大将                                     | '                                                        | —                              | 1972.44              | 1972.53              |                      | —                    |
| 054    | 青春アタッカー                                     | '                                                        | —                              | 1972.46              | 1973.50              | Sachio Umemoto       | —                    |
| 055    | 番長エース                                         | Banchou Ace                                              | —                              | 1972.49              | 1973.24              | Isami Ishii          | —                    |
| 055 c  | んんん                                             | zzzzz                                                    | 1973                           | 1973.00              | 1973.00              | zzzzz                | zzzzz                |
| 056    | ハチ屋のベンケイ                                   | '                                                        | —                              | 1973.01              | 1973.23              | Hideo Hijiri         | —                    |
| 057    | どっこい大作                                       | '                                                        | —                              | 1973.08              | 1973.39              |                      | —                    |
| 058    | ミクロイドS                                        | '                                                        | —                              | 1973.14              | 1973.37              | Osamu Tezuka         | —                    |
| 059    | 烈風                                               | '                                                        | —                              | 1973.16              | 1973.50              | Hiroshi Kaizuka      | —                    |
| 060    | どくだみ先生                                       | '                                                        | —                              | 1973.17              | 1974.46              | Mitsutoshi Furuya    | —                    |
| 061    | ラグビー酋長                                       | '                                                        | —                              | 1973.25              | 1973.46              |                      | —                    |
| 062    | ムツゴロウの箱舟                                   | '                                                        | —                              | 1973.31              | 1974.12              | Masaharu Yamamoto    | Masako Yashiro       |
| 063    | 恐怖新聞                                           | '                                                        | —                              | 1973.37              | 1975.34              | Jirō Tsunoda         | —                    |
| 064    | 日本沈没                                           | '                                                        | —                              | 1973.40              | 1974.41              | Takao Saitō          | Sakyo Komatsu        |
| 065    | キューティーハニー                                 | Cutey Honey                                              | —                              | 1973.41              | 1974.15              | Gō Nagai             | —                    |
| 066    | しまっていこうぜ!                                  | '                                                        | —                              | 1973.42              | 1979.10              | Mikio Yoshimori      | —                    |
| 067    | ブラック・ジャック                                 | Black Jack                                               | Black Jack                     | 1973.48              | 1983.44              | Osamu Tezuka         | —                    |
| 068    | すてごろ専科                                       | '                                                        | —                              | 1973.52              | 1974.19              | Isami Ishii          | Hisao Maki           |
| 069    | 負けずの大五                                       | '                                                        | —                              | 1973.53              | 1974.12              |                      | Kihō Sugiyama        |
| 069 c  | んんん                                             | zzzzz                                                    | 1974                           | 1974.00              | 1974.00              | zzzzz                | zzzzz                |
| 070    | 天下たい平                                         | '                                                        | —                              | 1974.01              | 1974.18              | Hiroshi Kaizuka      | —                    |
| 071    | ちゃんちゃきガッパ                                 | '                                                        | —                              | 1974.16              | 1974.44              | Shōtarō Ishinomori   | —                    |
| 072    | あばれ天童                                         | Abare Tendou                                             | —                              | 1974.18              | 1975.39              | Mitsuteru Yokoyama   | —                    |
| 073    | ローティーンブルース                               | Low Teen Blues                                           | —                              | 1974.19              | 1975.45              | Akira Mochizuki      | —                    |
| 074    | わんぱくジョッキー                                 | '                                                        | —                              | 1974.20              | 1974.35              |                      | —                    |
| 075    | 花のよたろう                                       | '                                                        | —                              | 1974.34              | 1979.01              | Akiyama George       | —                    |
| 076    | ワルワルワールド                                   | '                                                        | —                              | 1974.41              | 1975.37              | Fujio Akatsuka       | —                    |
| 077    | アラスカ物語                                       | '                                                        | —                              | 1974.42              | 1975.01              | Kōji Asaoka          | Jirō Nitta           |
| 078    | がきデカ                                           | Gaki Deka                                                | —                              | 1974.44              | 1980.52              | Tatsuhiko Yamagami   | —                    |
| 078 c  | んんん                                             | zzzzz                                                    | 1975                           | 1975.00              | 1975.00              | zzzzz                | zzzzz                |
| 079    | 番長惑星                                           | Banchou Wakusei                                          | —                              | 1975.02              | 1976.05・06          | Shōtarō Ishinomori   | —                    |
| 080    | キャメル                                           | '                                                        | —                              | 1975.14              | 1975.21              | Kazuhiko Miyaya      | —                    |
| 081    | エコエコアザラク                                   | '                                                        | —                              | 1975.36              | 1979.15              | Shinichi Koga        | —                    |
| 082    | 手っちゃん                                         | '                                                        | —                              | 1975.37              | 1977.24              | Mitsutoshi Furuya    | —                    |
| 083    | 750ライダー                                        | 750 Rider                                                | —                              | 1975.40              | 1985.07              | Isami Ishii          | —                    |
| 084    | ザ・のら犬                                         | '                                                        | —                              | 1975.49              | 1976.15              | Kyūta Ishikawa       | Hachibee Hiratsuka   |
| 084 c  | んんん                                             | zzzzz                                                    | 1976                           | 1976.00              | 1976.00              | zzzzz                | zzzzz                |
| 085    | カリュウド                                         | '                                                        | —                              | 1976.02              | 1976.31              | Akira Mochizuki      | —                    |
| 086    | セイガク嵐                                         | '                                                        | —                              | 1976.05・06          | 1976.35              | Jyoya Kagemaru       | Kōsuke Miki          |
| 087    | マーズ                                             | '                                                        | —                              | 1976.14              | 1977.10              | Mitsuteru Yokoyama   | —                    |
| 088    | ブラック商会変奇郎                                 | '                                                        | —                              | 1976.21              | 1977.32              |                      | —                    |
| 089    | 月とスッポン                                       | '                                                        | —                              | 1976.24              | 1982.09              | Kimio Yanagisawa     | —                    |
| 090    | エデンの戦士                                       | '                                                        | —                              | 1976.34              | 1976.52              | Mori Masaki          | Kōji Tanaka          |
| 091    | 青い空を、白い雲がかけてった                       | Aoi Sora o, Shiroi Kumo ga Kaketetta                     | —                              | 1976.36              | 1981.04・05          | Hiroshi Asuna        | —                    |
| 092    | ウル                                               | '                                                        | —                              | 1976.38              | 1977.38              | Kyūta Ishikawa       | —                    |
| 093    | みだれモコ                                         | '                                                        | —                              | 1976.43              | 1976.49              | Hideo Azuma          | —                    |
| 094    | 格闘士ローマの星                                   | '                                                        | —                              | 1976.50              | 1977.32              | Masami Fukushima     | Ikki Kajiwara        |
| 094 c  | んんん                                             | zzzzz                                                    | 1977                           | 1977.00              | 1977.00              | zzzzz                | zzzzz                |
| 095    | チョッキン                                         | '                                                        | —                              | 1977.01              | 1978.15              | Hideo Azuma          | —                    |
| 096    | ゆうひが丘の総理大臣                               | Yuuhi ga Oka no Souri Daijin                             | —                              | 1977.12              | 1980.16              | Akira Mochizuki      | —                    |
| 097    | マカロニほうれん荘                                 | '                                                        | —                              | 1977.21              | 1979.42              | Tsubame Kamogawa     | —                    |
| 098    | くたばれ!とうちゃん                                | '                                                        | —                              | 1977.25              | 1978.10              | Kazuyoshi Torii      | —                    |
| 099    | 百億の昼と千億の夜                                 | Hyakuoku no Hiru to Senoku no Yoru                       | —                              | 1977.34              | 1978.02              | Moto Hagio           | Ryū Mitsuse          |
| 100    | 青春I・N・G                                        | '                                                        | —                              | 1977.35              | 1977.50              | Keiji Yoshitani      | Jūzō Yamasaki        |
| 101    | スーパー巨人                                       | '                                                        | —                              | 1977.44              | 1978.39              | Tatsuo Morimura      | —                    |
| 101 c  | んんん                                             | zzzzz                                                    | 1978                           | 1978.00              | 1978.00              | zzzzz                | zzzzz                |
| 102    | ロン先生の虫眼鏡                                   | '                                                        | —                              | 1978.03              | 1979.20              | Tadashi Katō         | Ryū Mitsuse          |
| 103    | レース鳩0777                                       | '                                                        | —                              | 1978.11              | 1980.42              | Kōichi Iimori        | —                    |
| 104    | ゴッドハンド                                       | '                                                        | —                              | 1978.16              | 1978.25              | Jirō Tsunoda         | —                    |
| 105    | らんぽう                                           | '                                                        | —                              | 1978.26              | 1987.22              | Masatoshi Uchizaki   | —                    |
| 106    | 東京レスキュー                                     | '                                                        | —                              | 1978.37              | 1979.26              |                      | Jirō Gyū             |
| 107    | 千代の介が来た!!                                   | '                                                        | —                              | 1978.46              | 1979.22              | Toshiya Masaoka      | —                    |
| 107 c  | んんん                                             | zzzzz                                                    | 1979                           | 1979.00              | 1979.00              | zzzzz                | zzzzz                |
| 108    | がっぷ力丸                                         | '                                                        | —                              | 1979.08              | 1980.47              | Tatsuo Morimura      | —                    |
| 109    | かいとう蘭麻                                       | '                                                        | —                              | 1979.10              | 1979.33              |                      | —                    |
| 110    | アリサ!                                            | '                                                        | —                              | 1979.15              | 1979.52              | Jin Hirano           | —                    |
| 111    | 行け!悪太郎                                        | '                                                        | —                              | 1979.16              | 1980.12              | Mikio Yoshimori      | —                    |
| 112    | ドン・ドラキュラ                                   | Don Dracula                                              | Don Dracula                    | 1979.22              | 1979.50              | Osamu Tezuka         | —                    |
| 113    | 最強・最後のカラテ                                 | '                                                        | —                              | 1979.27              | 1980.12              |                      | Ikki Kajiwara        |
| 114    | 炎の大空                                           | '                                                        | —                              | 1979.33              | 1979.44              | Tarō Kasa            | —                    |
| 115    | ふられ竜の介                                       | '                                                        | —                              | 1979.45              | 1980.36              |                      | —                    |
| 116    | こまけんハレーション                               | '                                                        | —                              | 1979.46              | 1979.52              | Miki Tori            | —                    |
| 117    | キッカー烈男                                       | '                                                        | —                              | 1979.52              | 1980.21              |                      | —                    |
| 117 c  | んんん                                             | zzzzz                                                    | 1980                           | 1980.00              | 1980.00              | zzzzz                | zzzzz                |
| 118    | 熱笑!! 花沢高校                                    | Netsujou!! Hanazawa Koukou                               | —                              | 1980.01              | 1984.37              | Dōkuman              | —                    |
| 119    | バラの進さま♡                                      | '                                                        | —                              | 1980.01              | 1980.32              | Miki Tori            | —                    |
| 120    | ミス愛子                                           | '                                                        | —                              | 1980.03              | 1980.18              | Tsubame Kamogawa     | —                    |
| 121    | ガッツべんけい                                     | '                                                        | —                              | 1980.08              | 1980.35              | Tochi Ueyama         | —                    |
| 122    | べにまろ                                           | '                                                        | —                              | 1980.08              | 1982.09              | Kazuaki Kimura       | —                    |
| 123    | 隼人がいく                                         | Hayato ga Iku                                            | —                              | 1980.17              | 1980.50              | Jin Hirano           | —                    |
| 124    | 風と海のサブ                                       | Kaze to Umi to Sabu                                      | —                              | 1980.18              | 1980.34              | Hiroshi Asuna        | —                    |
| 125    | マカロニ2                                          | '                                                        | —                              | 1980.21              | 1980.32              | Tsubame Kamogawa     | —                    |
| 126    | すくらっぷ・ブック                                 | '                                                        | —                              | 1980.22              | 1982.21              | Iku Oyamada          | —                    |
| 127    | ジュトン                                           | Juton                                                    | —                              | 1980.34              | 1981.13              | Akira Mochizuki      | —                    |
| 128    | まっぴら半次郎                                     | '                                                        | —                              | 1980.35              | 1981.12              |                      | —                    |
| 129    | ボンバー弾                                         | '                                                        | —                              | 1980.36              | 1980.50              | Minoru Kamiya        | —                    |
| 130    | ハルの空                                           | '                                                        | —                              | 1980.37              | 1980.46              |                      | —                    |
| 131    | るんるんカンパニー                                 | '                                                        | —                              | 1980.45              | 1982.24              | Miki Tori            | —                    |
| 132    | 昇れリュウ                                         | '                                                        | —                              | 1980.47              | 1981.10              |                      | —                    |
| 133    | 希望の伝説                                         | '                                                        | —                              | 1980.48              | 1981.20              | Kōichi Iimori        | —                    |
| 134    | だちっ子                                           | '                                                        | —                              | 1980.51              | 1981.18              | Mikio Yoshimori      | —                    |
| 134 c  | んんん                                             | zzzzz                                                    | 1981                           | 1981.00              | 1981.00              | zzzzz                | zzzzz                |
| 135    | ダイナマ舞                                         | '                                                        | —                              | 1981.01              | 1981.32              |                      | —                    |
| 136    | ヨイショで満開                                     | '                                                        | —                              | 1981.04・05          | 1981.20              | Tatsuhiko Yamagami   | —                    |
| 137    | スーパーゲーム                                     | '                                                        | —                              | 1981.06・07          | 1981.16              |                      | —                    |
| 138    | タマゴたまご                                       | '                                                        | —                              | 1981.12              | 1981.54              |                      | —                    |
| 139    | マッドウルフ                                       | '                                                        | —                              | 1981.13              | 1981.31              |                      | —                    |
| 140    | 七色いんこ                                         | Nanairo inko                                             | L'Ara aux sept couleurs        | 1981.15              | 1982.25              | Osamu Tezuka         | —                    |
| 141    | はばたけノブ                                       | '                                                        | —                              | 1981.17              | 1981.34              | Hideo Aya            | —                    |
| 142    | 夢見て一平人                                       | '                                                        | —                              | 1981.17              | 1981.41              | Tatsuo Morimura      | —                    |
| 143    | ゴキブリ18                                         | '                                                        | —                              | 1981.18              | 1981.31              |                      | —                    |
| 144    | まいるど7                                          | Mairudo 7                                                | —                              | 1981.21              | 1981.47              | Gō Nagai             | —                    |
| 145    | 感電しますよ                                       | '                                                        | —                              | 1981.21              | 1981.37              | Tatsuhiko Yamagami   | —                    |
| 146    | さよなら!!岸壁先生                                 | '                                                        | —                              | 1981.33              | 1982.13              |                      | Kazuo Koike          |
| 147    | 海の拳                                             | '                                                        | —                              | 1981.36              | 1982.04・05          | Yoshimoto Baron      | —                    |
| 148    | ジン・ジン                                         | '                                                        | —                              | 1981.41              | 1982.26              | Minoru Kamiya        | Yō Kobori            |
| 149    | アノアノとんがらし                                 | '                                                        | —                              | 1981.44              | 1982.33              | Koichi Endo          | —                    |
| 150    | 鏡四郎!鏡四郎!                                     | '                                                        | —                              | 1981.51              | 1982.13              | Masaya Hokazono      | —                    |
| 151    | 気分はグルービー                                   | '                                                        | —                              | 1981.52              | 1984.24              | Hiroyuki Sato        | —                    |
| 151 c  | んんん                                             | zzzzz                                                    | 1982                           | 1982.00              | 1982.00              | zzzzz                | zzzzz                |
| 152    | あんどろトリオ                                     | '                                                        | —                              | 1982.01・02          | 1982.46              | Aki Uchiyama         | —                    |
| 153    | 玉鹿市役所 ええじゃない課                          | '                                                        | —                              | 1982.04・05          | 1983.23              | Tatsuhiko Yamagami   | —                    |
| 154    | ダントツ                                           | '                                                        | —                              | 1982.06              | 1983.12              | Shinji Mizushima     | —                    |
| 155    | アイアン                                           | '                                                        | —                              | 1982.14              | 1982.30              |                      | —                    |
| 156    | 正平記                                             | '                                                        | —                              | 1982.16              | 1982.50              | Kimio Yanagisawa     | —                    |
| 157    | ぶるうピーター                                     | '                                                        | —                              | 1982.24              | 1983.49              | Iku Oyamada          | —                    |
| 158    | はじめが肝一                                       | '                                                        | —                              | 1982.25              | 1982.43              |                      | —                    |
| 159    | THE シャドウ                                       | '                                                        | —                              | 1982.27              | 1982.48              | Morihiko Ishikawa    | —                    |
| 160    | プライムローズ                                     | Prime Rose                                               | —                              | 1982.30              | 1983.25              | Osamu Tezuka         | —                    |
| 161    | リミット112                                        | '                                                        | —                              | 1982.31              | 1982.46              |                      | Yō Kobori            |
| 162    | プラレス3四郎                                      | '                                                        | —                              | 1982.34              | 1985.21              | Minoru Kamiya        | Jirō Gyū             |
| 163    | 出撃!くじら丸                                      | '                                                        | —                              | 1982.35              | 1982.45              |                      | —                    |
| 164    | 忍びの風太                                         | '                                                        | —                              | 1982.39              | 1983.20              |                      | —                    |
| 165    | ボール2                                            | '                                                        | —                              | 1982.45              | 1983.12              | Hideo Aya            | —                    |
| 166    | 燃えろ!一歩                                        | '                                                        | —                              | 1982.46              | 1983.49              | Masachi Donōe        | —                    |
| 167    | レッツ剛!                                          | '                                                        | —                              | 1982.47              | 1983.16              | Akira Mochizuki      | —                    |
| 168    | 釣ったれ名人                                       | '                                                        | —                              | 1982.49              | 1983.19              | Nin Deizu            | —                    |
| 169    | 牙れや                                             | '                                                        | —                              | 1982.50              | 1983.13              |                      | —                    |
| 170    | 未来警察ウラシマン                                 | '                                                        | —                              | 1982.51              | 1983.50              |                      | Production Tatsunoko |
| 170 c  | んんん                                             | zzzzz                                                    | 1983                           | 1983.00              | 1983.00              | zzzzz                | zzzzz                |
| 171    | クルクルくりん                                     | Kuru Kuru Kurin                                          | —                              | 1983.13              | 1984.30              | Miki Tori            | —                    |
| 172    | 大甲子園                                           | Dokaben - Daikoushien                                    | —                              | 1983.13              | 1987.35              | Shinji Mizushima     | —                    |
| 173    | 浪漫くん                                           | '                                                        | —                              | 1983.17              | 1983.44              | Hideo Hijiri         | —                    |
| 174    | 風雲プロレス30年                                   | '                                                        | —                              | 1983.20              | 1985.47              |                      | Hisao Maki           |
| 175    | 1/2の螢                                            | '                                                        | —                              | 1983.21              | 1983.44              |                      | —                    |
| 176    | 暗くなって魔女                                     | '                                                        | —                              | 1983.22              | 1984.03              | Knife Senno          | —                    |
| 177    | SEWING                                             | '                                                        | —                              | 1983.25              | 1985.20              | Kimio Yanagisawa     | —                    |
| 178    | JUDOしてっ                                         | '                                                        | —                              | 1983.31              | 1984.28              | Tatsuhiko Yamagami   | —                    |
| 179    | 週刊スペシャル小僧                                 | '                                                        | —                              | 1983.44              | 1984.53              | Fujio Akatsuka       | —                    |
| 180    | 闇の密霊師                                         | '                                                        | —                              | 1983.46              | 1985.20              |                      | —                    |
| 181    | 魔獣戦士タイガー                                   | '                                                        | —                              | 1983.48              | 1985.01・02          | Tomoe Kimura         | —                    |
| 182    | 熱くんの微熱                                       | Netsu-kun no Binetsu                                     | —                              | 1983.49              | 1984.46              | Ayumi Tachihara      | —                    |
| 183    | セパハン                                           | '                                                        | —                              | 1983.50              | 1986.24              | Kazumi Hattori       | —                    |
| 184    | ミッドシップ隼                                     | '                                                        | —                              | 1983.50              | 1985.21              | Satoshi Ikezawa      | —                    |
| 184 c  | んんん                                             | zzzzz                                                    | 1984                           | 1984.00              | 1984.00              | zzzzz                | zzzzz                |
| 185    | バトルナイト剣                                     | '                                                        | —                              | 1984.19              | 1985.19              |                      | Masaki Tsuji         |
| 186    | 警視庁少年課                                       | '                                                        | —                              | 1984.25              | 1984.35              | Shōtarō Ishinomori   | Junko Yamada         |
| 187    | 天使と呼んで                                       | '                                                        | —                              | 1984.31              | 1984.53              |                      | —                    |
| 188    | いろはにほう作                                     | '                                                        | —                              | 1984.36              | 1986.24              | Yoshinori Kobayashi  | —                    |
| 189    | ウッド・ノート                                     | Uddo Nooto                                               | —                              | 1984.39              | 1986.09              | Iku Oyamada          | —                    |
| 190    | 天下拳平                                           | '                                                        | —                              | 1984.40              | 1985.03              | Kazuyoshi Torii      | —                    |
| 191    | スクランブルズ4                                    | '                                                        | —                              | 1984.48              | 1985.22              | Shūichi Seino        | —                    |
| 191 c  | んんん                                             | zzzzz                                                    | 1985                           | 1985.00              | 1985.00              | zzzzz                | zzzzz                |
| 192    | TOKIOとカケル                                      | '                                                        | —                              | 1985.01・02          | 1985.18              | Fujio Akatsuka       | —                    |
| 193    | 燃えてVシュート                                    | Moete V Shoot                                            | —                              | 1985.01・02          | 1985.35              | Yoshimi Kurata       | —                    |
| 194    | 怪人ヒイロ                                         | '                                                        | —                              | 1985.04・05          | 1988.09              | Dōkuman              | —                    |
| 195    | 冒険ピータン                                       | '                                                        | —                              | 1985.06              | 1985.19              | Tatsuhiko Yamagami   | —                    |
| 196    | すうぱあチャンポン                                 | '                                                        | —                              | 1985.19              | 1987.03              | Hajime Himomoto      | —                    |
| 197    | Let'sダチ公                                        | Let's Daichikou                                          | —                              | 1985.19              | 1988.42              | Tomoe Kimura         | Baku Tsumiki         |
| 198    | ブッキラによろしく!                                | Bukkira ni Yoroshiku!                                    | —                              | 1985.20              | 1985.33              | Osamu Tezuka         | —                    |
| 199    | とびっきり宗一郎                                   | '                                                        | —                              | 1985.21              | 1985.33              |                      | —                    |
| 200    | ニャンですかァ?                                    | '                                                        | —                              | 1985.21              | 1985.53              |                      | —                    |
| 201    | とってもチャンプ                                   | '                                                        | —                              | 1985.22              | 1985.32              |                      | —                    |
| 202    | プリーズMr.ジョックマン                            | '                                                        | —                              | 1985.22              | 1987.07・08          | Hiroyuki Sato        | —                    |
| 203    | こりゃまた戸板中                                   | '                                                        | —                              | 1985.23              | 1985.34              |                      | —                    |
| 204    | ぼくはウイリー!                                    | Boku wa Willy!                                           | —                              | 1985.24              | 1986.22              | Ayumi Tachihara      | —                    |
| 205    | 黙示録戦士                                         | '                                                        | —                              | 1985.33              | 1985.38              | Shinichi Hosoma      | Hideyuki Kikuchi     |
| 206    | ドッ硬連                                           | '                                                        | —                              | 1985.34              | 1989.15              | Ikki Matsuda         | —                    |
| 207    | バトルストリート                                   | '                                                        | —                              | 1985.35              | 1988.43              |                      | —                    |
| 208    | チック・タク                                       | Tic Tak                                                  | —                              | 1985.36              | 1986.23              | Isami Ishii          | —                    |
| 209    | ゴブリン公爵                                       | Goblin Koushaku                                          | —                              | 1985.39              | 1986.12              | Osamu Tezuka         | —                    |
| 210    | すこぶるランド                                     | '                                                        | —                              | 1985.39              | 1985.52              |                      | —                    |
| 211    | そして大地                                         | '                                                        | —                              | 1985.48              | 1986.14              |                      | Norio Hayashi        |
| 212    | おかしなブン                                       | '                                                        | —                              | 1985.49              | 1986.15              |                      | Jirō Gyū             |
| 213    | 魔界都市ハンター                                   | Makai Toshi Hunter Series: Makyuu Babylon                | —                              | 1985.53              | 1989.12              | Shinichi Hosoma      | Hideyuki Kikuchi     |
| 213 c  | んんん                                             | zzzzz                                                    | 1986                           | 1986.00              | 1986.00              | zzzzz                | zzzzz                |
| 214    | バージンロケット88                                 | '                                                        | —                              | 1986.10              | 1986.21              | Jun Watabe           | —                    |
| 215    | おれはピカ一                                       | '                                                        | —                              | 1986.15              | 1987.38              |                      | —                    |
| 216    | 闘神サイト                                         | '                                                        | —                              | 1986.16              | 1986.31              | Tōkichi Ishiyama     | —                    |
| 217    | もののけトゥモロウ                                 | Mononoke Tomorrow                                        | —                              | 1986.18              | 1986.28              | Iku Oyamada          | —                    |
| 218    | ファミコン八犬伝                                   | '                                                        | —                              | 1986.21              | 1986.29              |                      | —                    |
| 219    | ミッドナイト                                       | Midnight                                                 | Midnight                       | 1986.21              | 1987.41              | Osamu Tezuka         | —                    |
| 220    | わがまま空イブ                                     | '                                                        | —                              | 1986.22              | 1986.33              | Takeshi Miya         | —                    |
| 221    | 極道交機隊鉄火                                     | '                                                        | —                              | 1986.24              | 1986.48              |                      | —                    |
| 222    | ブラック金魚                                       | '                                                        | —                              | 1986.25              | 1986.37              |                      | —                    |
| 223    | ろまんちっく牛之介                                 | '                                                        | —                              | 1986.28              | 1987.01・02          | Yoshinori Kobayashi  | —                    |
| 224    | セーラー服で一晩中                                 | Seeraafuku de Hitobanjuu                                 | —                              | 1986.29              | 1986.45              | Yumi Shirakura       | —                    |
| 225    | 4P田中くん                                         | 4P Tanaka-kun                                            | —                              | 1986.30              | 1996.24              | Sanbanchi Kawa       | Taro Nami            |
| 226    | たつみセンセーション!                              | '                                                        | —                              | 1986.30              | 1996.37              |                      | —                    |
| 227    | 本気!                                              | Honki!                                                   | —                              | 1986.38              | 1996.34              | Ayumi Tachihara      | —                    |
| 228    | 風のフィールド                                     | '                                                        | —                              | 1986.45              | 1989.48              | Takeshi Miya         | —                    |
| 229    | 原宿こぶし組                                       | Harajuku Kobushi-gumi                                    | —                              | 1986.46              | 1990.43              | Kazumi Hattori       | —                    |
| 230    | 私立味狩り学園                                     | Shiritsu Ajikari Gakuen                                  | —                              | 1986.49              | 1988.46              | Toshio Tanigami      | Koba Akane           |
| 230 c  | んんん                                             | zzzzz                                                    | 1987                           | 1987.00              | 1987.00              | zzzzz                | zzzzz                |
| 231    | がちんこ翔平                                       | '                                                        | —                              | 1987.01・02          | 1987.18              | Tamotsu Shimosaka    | —                    |
| 232    | 右向け右!                                          | '                                                        | —                              | 1987.04・05          | 1988.42              | Yoshinobu Numa       | —                    |
| 233    | ももいろPOP                                        | '                                                        | —                              | 1987.04・05          | 1987.31              |                      | —                    |
| 234    | 極道きゃらりんこ組                                 | '                                                        | —                              | 1987.06              | 1987.18              |                      | —                    |
| 235    | クラップヘッズ                                     | '                                                        | —                              | 1987.18              | 1987.40              |                      | —                    |
| 236    | THEショック!怪奇幻想館                             | '                                                        | —                              | 1987.19              | 1988.35              |                      | —                    |
| 237    | ザ・バンタム                                       | '                                                        | —                              | 1987.19              | 1987.37              |                      | —                    |
| 238    | 忠牛ばっふぁ郎                                     | '                                                        | —                              | 1987.23              | 1987.49              | Yoshinori Kobayashi  | —                    |
| 239    | ぱっぱらサユリちゃん                               | '                                                        | —                              | 1987.27              | 1988.24              | Masatoshi Uchizaki   | —                    |
| 240    | メンマ!!                                           | '                                                        | —                              | 1987.33              | 1988.06              |                      | —                    |
| 241    | MILKボーイ                                         | '                                                        | —                              | 1987.34              | 1989.40              |                      | —                    |
| 242    | 虹を呼ぶ男                                         | '                                                        | —                              | 1987.37              | 1989.33              | Shinji Mizushima     | —                    |
| 243    | 風のちゃき                                         | '                                                        | —                              | 1987.38              | 1987.51              |                      | —                    |
| 244    | 新・仮面の忍者赤影                                 | Shin Kamen no Ninja Akakage                              | —                              | 1987.41              | 1988.19              | Mitsuteru Yokoyama   | —                    |
| 245    | マリオネット師                                     | '                                                        | —                              | 1987.42              | 1989.38              | Iku Oyamada          | —                    |
| 245 c  | んんん                                             | zzzzz                                                    | 1988                           | 1988.00              | 1988.00              | zzzzz                | zzzzz                |
| 246    | MAPマッピィ                                        | '                                                        | —                              | 1988.04・05          | 1989.08              | Tōkichi Ishiyama     | —                    |
| 247    | チュンチュンアレイ                                 | '                                                        | —                              | 1988.07・08          | 1988.20              | Tsubame Kamogawa     | —                    |
| 248    | その気にさせてよ♡myマイ舞                          | Sonoki ni Saete yo My My Mai                             | —                              | 1988.19              | 1990.17              | Masakazu Yamaguchi   | Masakazu Yamaguchi   |
| 249    | 電光!武闘派倶楽部                                  | '                                                        | —                              | 1988.21              | 1988.39              |                      | —                    |
| 250    | 獣王バイオ                                         | Juuou Baio                                               | —                              | 1988.25              | 1990.06              | Shota Kikuchi        | Shōta Kikuchi        |
| 251    | バンデット牙                                       | '                                                        | —                              | 1988.29              | 1988.40              |                      | —                    |
| 252    | テスト・ラン                                       | '                                                        | —                              | 1988.39              | 1989.29              |                      | —                    |
| 253    | とってもアイドル                                   | '                                                        | —                              | 1988.40              | 1989.49              |                      | —                    |
| 254    | 青い鳥の伝説                                       | '                                                        | —                              | 1988.41              | 1989.25              |                      | —                    |
| 255    | 1と2                                               | '                                                        | —                              | 1988.42              | 1991.32              |                      | —                    |
| 256    | 激闘!!荒鷲高校ゴルフ部                             | Gekitou!! Arawashi Koukou Golf Bu                        | —                              | 1988.49              | 1991.45              | Yoshinobu Numa       | —                    |
| 256 c  | んんん                                             | zzzzz                                                    | 1989                           | 1989.00              | 1989.00              | zzzzz                | zzzzz                |
| 257    | フルベース                                         | '                                                        | —                              | 1989.05              | 1989.50              |                      | Kenichi Kawakami     |
| 258    | ほんきでFU-FU                                      | '                                                        | —                              | 1989.16              | 1989.37              |                      | —                    |
| 259    | ワンダー豪                                         | '                                                        | —                              | 1989.18              | 1989.31              |                      | —                    |
| 260    | G・ボーイ                                          | '                                                        | —                              | 1989.25              | 1989.52              | Toshio Tanigami      | —                    |
| 261    | THE WINNER                                         | The Winner                                               | —                              | 1989.26              | 1990.01              | Tetsuo Aoki          | —                    |
| 262    | ケンカJUDO                                         | '                                                        | —                              | 1989.30              | 1990.14              | Ikki Matsuda         | —                    |
| 263    | 魔界学園                                           | '                                                        | —                              | 1989.32              | 1993.32              | Shinichi Hosoma      | Hideyuki Kikuchi     |
| 264    | ピンギーマヤー                                     | '                                                        | —                              | 1989.34              | 1990.12              | Kazuto Saitō         | —                    |
| 265    | おはようKジロー                                    | '                                                        | —                              | 1989.38              | 1995.10              | Shinji Mizushima     | —                    |
| 266    | 4年1組起立!                                        | 4-nen 1-kumi Kiritsu!                                    | —                              | 1989.39              | 1992.51              | Kenji Hamaoka        | —                    |
| 267    | サンガース                                         | '                                                        | —                              | 1989.41              | 1991.01              | Rin Kasahara         | —                    |
| 268    | マッドドック拳                                     | Mad Dog Ken                                              | —                              | 1989.45              | 1990.28              | Tatsuo Kanai         | Seiichi Tanaka       |
| 269    | がきデカ（ファイナル）                             | '                                                        | —                              | 1989.46              | 1990.48              | Tatsuhiko Yamagami   | —                    |
| 270    | 霊能バトル                                         | Reinou Battle                                            | —                              | 1989.49              | 1990.28              | Iku Oyamada          | —                    |
| 271    | NO-ボーイ                                          | '                                                        | —                              | 1989.52              | 1990.18              |                      | —                    |
| 272    | あらぶれ力人!                                      | '                                                        | —                              | 1989.53              | 1990.32              |                      | —                    |
| 272 c  | んんん                                             | zzzzz                                                    | 1990                           | 1990.00              | 1990.00              | zzzzz                | zzzzz                |
| 273    | めざせ1等賞                                        | '                                                        | —                              | 1990.01              | 1992.49              | Takeshi Miya         | —                    |
| 274    | 高校忠臣蔵                                         | '                                                        | —                              | 1990.06              | 1990.20              |                      | —                    |
| 275    | 若葉の恋                                           | '                                                        | —                              | 1990.09              | 1990.47              | Hiromi Yamasaki      | —                    |
| 276    | BA-KU                                              | '                                                        | —                              | 1990.13              | 1990.41              | Toshio Tanigami      | —                    |
| 277    | 男旗                                               | '                                                        | —                              | 1990.15              | 1993.19              | Tōkichi Ishiyama     | —                    |
| 278    | 代打教師 秋葉、真剣です!                           | '                                                        | —                              | 1990.19              | 1992.52              | Yoshiyuki Hayasaka   | —                    |
| 279    | 三四郎²                                            | Sanshirou²                                               | —                              | 1990.21              | 1994.05・06          | Shōta Kikuchi        | —                    |
| 280    | ファラウェイ                                       | '                                                        | —                              | 1990.29              | 1990.52              | Kei Tsukasa          | —                    |
| 281    | 魔宝DEサドンデス                                   | '                                                        | —                              | 1990.31              | 1991.13              | Masakazu Yamaguchi   | —                    |
| 282    | フォーナが走る                                     | '                                                        | —                              | 1990.33              | 1991.18              | Iku Oyamada          | —                    |
| 283    | BROTHER                                            | '                                                        | —                              | 1990.41              | 1991.11              | Shun Sekiguchi       | Mai Tsurugina        |
| 284    | 5%ブルース                                         | '                                                        | —                              | 1990.47              | 1991.13              |                      | Osamu Kodama         |
| 285    | 箕輪道伝説                                         | Miwadou Densentsu                                        | —                              | 1990.48              | 1992.20              | Hideyuki Yonehara    | —                    |
| 286    | 勝手にシロー                                       | Katte ni shiroo                                          | —                              | 1990.53              | 1991.40              | Kazumi Hattori       | —                    |
| 286 c  | んんん                                             | zzzzz                                                    | 1991                           | 1991.00              | 1991.00              | zzzzz                | zzzzz                |
| 287    | バトル・ハート                                     | '                                                        | —                              | 1991.01              | 1991.31              | Hiromi Yamasaki      | —                    |
| 288    | 吼!サムライ                                        | '                                                        | —                              | 1991.05・06          | 1991.34              |                      | —                    |
| 289    | 唇にパンク                                         | '                                                        | —                              | 1991.12              | 1992.06・07          | Rin Kasahara         | —                    |
| 290    | 東京星に、いこう                                   | '                                                        | —                              | 1991.13              | 1992.15              | Yumi Shirakura       | —                    |
| 291    | 有明スプライト                                     | '                                                        | —                              | 1991.14              | 1991.26              |                      | Seiichi Tanaka       |
| 292    | 朔風の挽歌                                         | '                                                        | —                              | 1991.15              | 1992.14              | Kei Honjō            | —                    |
| 293    | アルマジロー。                                     | '                                                        | —                              | 1991.18              | 1991.35              |                      | —                    |
| 294    | ブタの王国                                         | '                                                        | —                              | 1991.21・22          | 1992.06・07          |                      | —                    |
| 295    | パラダイスリング                                   | '                                                        | —                              | 1991.27              | 1991.46              | Toshio Tanigami      | —                    |
| 296    | 合歓リポート                                       | '                                                        | —                              | 1991.33              | 1991.42              | Iku Oyamada          | —                    |
| 297    | 花と疾風                                           | '                                                        | —                              | 1991.36・37          | 1992.19              | Takaki Konari        | —                    |
| 298    | 魔聖杯                                             | '                                                        | —                              | 1991.39              | 1991.43              | Shinichi Hosoma      | Hideyuki Kikuchi     |
| 299    | ドウカン                                           | '                                                        | —                              | 1991.42              | 1992.19              |                      | —                    |
| 300    | グラップラー刃牙                                   | Grappler Baki                                            | Grappler Baki                  | 1991.43              | 1999.29              | Keisuke Itagaki      | —                    |
| 301    | オレは力だ!                                        | '                                                        | —                              | 1991.44              | 1993.44              |                      | Ayumi Tachihara      |
| 302    | 臀撃おしおき娘ゴータマン                           | '                                                        | —                              | 1991.46              | 1993.07              | Masakazu Yamaguchi   | —                    |
| 303    | ラスト・シーン                                     | Last Scene wa Mada Hayaoi                                | —                              | 1991.46              | 1991.50              | Shizuko Okutomo      | —                    |
| 304    | 伝鬼活人剣                                         | '                                                        | —                              | 1991.52              | 1992.39              | Juichi Iogi          | Takeshi Narumi       |
| 304 c  | んんん                                             | zzzzz                                                    | 1992                           | 1992.00              | 1992.00              | zzzzz                | zzzzz                |
| 305    | キク                                               | Kiku                                                     | —                              | 1992.02・03          | 1993.05・06          | Hiroshi Takahashi    | —                    |
| 306    | 恐竜くん                                           | '                                                        | —                              | 1992.10              | 1993.28              | Hiromi Yamasaki      | —                    |
| 307    | シャカリキ!                                        | Shakariki!                                               | —                              | 1992.18              | 1995.31              | Masahito Soda        | —                    |
| 308    | 迷い家ステーション                                 | '                                                        | —                              | 1992.20              | 1993.14              | Iku Oyamada          | —                    |
| 309    | 白い弾丸                                           | Shiroi Dangan                                            | —                              | 1992.21・22          | 1992.38              | Yoshinobu Numa       | —                    |
| 310    | 女郎                                               | '                                                        | —                              | 1992.25              | 1994.53              | Rin Kasahara         | —                    |
| 311    | 心が変吉                                           | '                                                        | —                              | 1992.29              | 1992.38              | Ken-ichi Inose       | —                    |
| 312    | NOAH'S ARK                                         | Noah's Ark                                               | —                              | 1992.32              | 1992.49              | Kei Honjō            | —                    |
| 313    | 聖戦士KAZUMA                                       | '                                                        | —                              | 1992.40              | 1993.08              | Takaki Konari        | —                    |
| 314    | ウダウダやってるヒマはねェ!                        | Udauda Yatteru Hima wa Nee!                              | —                              | 1992.46              | 1996.41              | Hideyuki Yonehara    | —                    |
| 315    | となりの格闘王                                     | Tonari no Kautouou                                       | —                              | 1992.50              | 1994.42              | Shinji Saijyo        | —                    |
| 315 c  | んんん                                             | zzzzz                                                    | 1993                           | 1993.00              | 1993.00              | zzzzz                | zzzzz                |
| 316    | 俺たち鶴高ラグビー部                               | '                                                        | —                              | 1993.01・02          | 1993.25              |                      | —                    |
| 317    | Shûji-修二-                                        | '                                                        | —                              | 1993.07              | 1993.51              | Takeshi Miya         | —                    |
| 318    | 浦安鉄筋家族                                       | Urayasu Tekkin Kazoku                                    | —                              | 1993.10              | 2002.13              | Kenji Hamaoka        | —                    |
| 319    | ギラ                                               | '                                                        | —                              | 1993.10              | 1993.19              |                      | —                    |
| 320    | しゃがら                                           | '                                                        | —                              | 1993.15              | 1994.24              | Kiyoshi Haraguchi    | —                    |
| 321    | くにお                                             | '                                                        | —                              | 1993.20              | 1994.08              | Yoshiyuki Hayasaka   | —                    |
| 322    | 魔島伝説ムー                                       | '                                                        | —                              | 1993.23              | 1993.36・37          | Daimurō Kichi        | —                    |
| 323    | デビルクリーチャー                                 | '                                                        | —                              | 1993.24              | 1993.33              |                      | —                    |
| 324    | 武頼漢                                             | '                                                        | —                              | 1993.25              | 1993.32              | Tomoe Kimura         | Takeshi Narumi       |
| 325    | デビルクリーチャー                                 | '                                                        | —                              | 1993.24              | 1993.33              |                      | —                    |
| 326    | 超人S氏の奮戦                                      | '                                                        | —                              | 1993.26              | 1995.03              | Dōkuman              | —                    |
| 327    | 愚零斗鏖                                           | '                                                        | —                              | 1993.29              | 1993.48              | Kōichi Yamada        | —                    |
| 328    | 覇王の森                                           | '                                                        | —                              | 1993.34              | 1994.40              | Tōkichi Ishiyama     | —                    |
| 329    | 風の宿                                             | '                                                        | —                              | 1993.38              | 1995.11              | Iku Oyamada          | —                    |
| 330    | 狼の碑 エゾオオカミ絶滅記                          | '                                                        | —                              | 1993.39              | 1993.47              | Kei Honjō            | Yukio Togawa         |
| 331    | トリックリップ                                     | '                                                        | —                              | 1993.45              | 1994.20              | Hiromi Yamasaki      | —                    |
| 332    | 邪神戦線リストラ・ボーイ                           | '                                                        | —                              | 1993.49              | 1994.46              | Shinichi Hosoma      | Hideyuki Kikuchi     |
| 333    | 忍犬ずびまろ                                       | '                                                        | —                              | 1993.50              | 1994.43              | Masakazu Yamaguchi   | —                    |
| 333 c  | んんん                                             | zzzzz                                                    | 1994                           | 1994.00              | 1994.00              | zzzzz                | zzzzz                |
| 334    | GET!フジ丸                                         | Get! Fujimaru                                            | —                              | 1994.07              | 1995.48              | Tatsuki Nōda         | —                    |
| 335    | 肥前屋十兵衛                                       | '                                                        | —                              | 1994.08              | 1995.09              | Hitoshi Tomizawa     | —                    |
| 336    | Jフーリガン                                        | '                                                        | —                              | 1994.09              | 1994.16              |                      | Baku Tsumiki         |
| 337    | 覚悟のススメ                                       | Kakugo no Susume                                         | —                              | 1994.13              | 1996.18              | Takayuki Yamaguchi   | —                    |
| 338    | 本気! 番外編 風                                    | '                                                        | —                              | 1994.16              | 1994.25              | Ayumi Tachihara      | —                    |
| 339    | I'mダチ公                                          | '                                                        | —                              | 1994.17              | 1994.25              | Tomoe Kimura         | Baku Tsumiki         |
| 340    | そばっかす!                                        | Sobakkasu!                                               | —                              | 1994.22・23          | 1996.22・23          | Shōta Kikuchi        | —                    |
| 341    | 青空ずかん                                         | '                                                        | —                              | 1994.28              | 1994.46              | Yoshiyuki Hayasaka   | —                    |
| 342    | 呼火走-アヒル-                                     | '                                                        | —                              | 1994.30              | 1995.04・05          |                      | —                    |
| 343    | イノセント・インカル                               | '                                                        | —                              | 1994.41              | 1994.53              | Masayuki Taguchi     | —                    |
| 344    | ビートニック                                       | '                                                        | —                              | 1994.44              | 1994.52              |                      | Kenichi Kawakami     |
| 345    | ツイン・ファルカン                                 | Twin Falcon                                              | —                              | 1994.47              | 1995.01・02          | Takeru Kirishima     | Minoru Aya           |
| 346    | 超香少年サトル                                     | '                                                        | —                              | 1994.48              | 1997.17              | Etsu Ueda            | —                    |
| 347    | マスク・ド・サド                                   | '                                                        | —                              | 1994.49              | 1995.19              |                      | —                    |
| 347 c  | んんん                                             | zzzzz                                                    | 1995                           | 1995.00              | 1995.00              | zzzzz                | zzzzz                |
| 348    | 優駿の門                                           | Yuushun no Mon                                           | —                              | 1995.01・02          | 2000.52              | Hiromi Yamasaki      | Hiromi Yamasaki      |
| 349    | 棘                                                 | '                                                        | —                              | 1995.03              | 1995.29              |                      | —                    |
| 350    | MAX!                                               | '                                                        | —                              | 1995.04・05          | 1995.25              |                      | —                    |
| 351    | 学校怪談                                           | Gakkou Kaidan                                            | —                              | 1995.06・07          | 2000.26              | Yōsuke Takahashi     | —                    |
| 352    | グルームパーティー                                 | '                                                        | —                              | 1995.06・07          | 1999.31              | Yoshio Kawashima     | —                    |
| 353    | 鉄鍋のジャン!                                      | Tetsunabe no Jan                                         | Iron Wok Jan!                  | 1995.09              | 2000.17              | Shinji Saijyo        | —                    |
| 354    | 超人!竜巻バレー部                                  | '                                                        | —                              | 1995.11              | 1995.37              | Shigeru Okamura      | —                    |
| 355    | からじしぼたん                                     | '                                                        | —                              | 1995.14              | 1996.10              | Tōkichi Ishiyama     | —                    |
| 356    | ドカベン プロ野球編                                | Dokaben - Pro Yakyuu-hen                                 | —                              | 1995.15              | 2004.04・05          | Shinji Mizushima     | —                    |
| 357    | 乱丸XXX                                            | '                                                        | —                              | 1995.19              | 1997.14              | Haruka Inui          | —                    |
| 358    | 京四郎                                             | Kyoushirou                                               | —                              | 1995.20              | 2000.14              | Kazuhiko Hida        | —                    |
| 359    | 特攻天女                                           | Tokkou Tennyo                                            | —                              | 1995.32              | 2001.51              | Hayashi Misaki       | —                    |
| 360    | SAKURA斬く!                                        | '                                                        | —                              | 1995.33              | 1996.03              |                      | —                    |
| 361    | DRAGON BLADE                                       | '                                                        | —                              | 1995.37              | 1995.45              |                      | —                    |
| 362    | ジャイアンツ                                       | Giants                                                   | —                              | 1995.39              | 1996.28              |                      | —                    |
| 363    | 超バージン!                                        | Chou Virgin!                                             | —                              | 1995.47              | 1997.16              | Fujimaru Uchida      | —                    |
| 364    | ぶかつどう                                         | '                                                        | —                              | 1995.49              | 1996.30              |                      | —                    |
| 364 c  | んんん                                             | zzzzz                                                    | 1996                           | 1996.00              | 1996.00              | zzzzz                | zzzzz                |
| 365    | アクション!!                                       | '                                                        | —                              | 1996.20              | 1996.31              |                      | —                    |
| 366    | オヤマ!菊之助                                      | Oyama! Kikunosuke                                        | —                              | 1996.20              | 2001.30              | Takahiro Seguchi     | —                    |
| 367    | スパルタクス                                       | '                                                        | —                              | 1996.28              | 1996.41              |                      | —                    |
| 368    | C'monごーすと                                      | '                                                        | —                              | 1996.29              | 1996.53              |                      | —                    |
| 369    | ヤワラーマン                                       | '                                                        | —                              | 1996.29              | 1997.16              |                      | —                    |
| 370    | 必殺卓球人                                         | '                                                        | —                              | 1996.30              | 1997.14              |                      | —                    |
| 371    | 極楽バタフライ                                     | Gokuraku Butterfly                                       | —                              | 1996.32              | 1997.17              | Tetsu Kusumoto       | —                    |
| 372    | 魔物な彼女たち                                     | '                                                        | —                              | 1996.33              | 1998.14              | Kiyoshi Haraguchi    | —                    |
| 373    | むじな注意報!                                      | '                                                        | —                              | 1996.37・38          | 1997.34              | Iku Oyamada          | —                    |
| 374    | おもかげ幻舞                                       | '                                                        | —                              | 1996.40              | 1997.37・38          | Motō Koyama          | —                    |
| 375    | 無敵マスクマン伝説 レボルシオン                    | '                                                        | —                              | 1996.42              | 1996.51              |                      | —                    |
| 376    | おまかせ! ピース電器店                             | Omakase! Peace Denkiten                                  | —                              | 1996.48              | 2001.21              | Tatsuki Nōda         | —                    |
| 377    | ジャンジャンバリバリ                               | '                                                        | —                              | 1996.51              | 1998.11              | Tōkichi Ishiyama     | —                    |
| 377 c  | んんん                                             | zzzzz                                                    | 1997                           | 1997.00              | 1997.00              | zzzzz                | zzzzz                |
| 378    | イレギュラー                                       | '                                                        | —                              | 1997.01・02          | 1997.17              | Taku Iwatsuka        | —                    |
| 379    | おやつ                                             | '                                                        | —                              | 1997.08              | 2001.53              | Gō Ōhinata           | —                    |
| 380    | フルアヘッド!ココ                                  | Full Ahead! Coco                                         | Full Ahead! Coco               | 1997.14              | 2002.32              | Hideyuki Yonehara    | —                    |
| 381    | 突撃レンジャークラブ                               | '                                                        | —                              | 1997.16              | 1997.33              |                      | —                    |
| 382    | 面!と向かって                                      | '                                                        | —                              | 1997.18              | 1998.12              |                      | —                    |
| 383    | 探偵ボーズ21休さん                                 | '                                                        | —                              | 1997.20              | 1998.35              |                      | —                    |
| 384    | 銀翼-つばさ-                                       | Tsubasa                                                  | Tsubasa, les ailes d'argent    | 1997.21              | 1997.29              | Ayumi Tachihara      | —                    |
| 385    | 快速王                                             | '                                                        | —                              | 1997.26              | 1997.33              | Satoshi Abe          | —                    |
| 386    | 大介ゴール!                                        | '                                                        | —                              | 1997.26              | 1998.49              | Tamio Baba           | —                    |
| 387    | ジャージマン                                       | '                                                        | —                              | 1997.31              | 1997.52              | Ryo Ōkuma            | —                    |
| 388    | 東洋妖人伝 用神坊                                  | '                                                        | —                              | 1997.34              | 1999.06・07          |                      | —                    |
| 389    | ビンタ                                             | '                                                        | —                              | 1997.35              | 1997.53              |                      | —                    |
| 390    | 悟空道                                             | Gokuudou                                                 | —                              | 1997.40              | 2000.18              | Takayuki Yamaguchi   | —                    |
| 391    | 本気! 番外編 命                                    | '                                                        | —                              | 1997.40              | 1997.47              | Ayumi Tachihara      | —                    |
| 392    | どきどきダイアリー                                 | '                                                        | —                              | 1997.44              | 1998.04・05          |                      | —                    |
| 393    | バロン・ゴング・バトル                             | Baron Gong Battle                                        | —                              | 1997.50              | 1999.30              | Masayuki Taguchi     | —                    |
| 393 c  | んんん                                             | zzzzz                                                    | 1998                           | 1998.00              | 1998.00              | zzzzz                | zzzzz                |
| 394    | 本気!II                                            | Honki! II                                                | —                              | 1998.06・07          | 2000.44              | Ayumi Tachihara      | —                    |
| 395    | ドンキー                                           | '                                                        | —                              | 1998.08              | 1998.45              | Taku Iwatsuka        | —                    |
| 396    | 満天の星                                           | Manten no Hoshi                                          | —                              | 1998.13              | 2001.53              | Tetsu Kusumoto       | —                    |
| 397    | RAINDOG                                            | '                                                        | —                              | 1998.14              | 1998.33              | Kunikazu Toda        | —                    |
| 398    | フジケン                                           | Fujiken                                                  | —                              | 1998.27              | 2002.31              | Toshio Ozawa         | —                    |
| 399    | 本気! 番外編 SOS                                   | '                                                        | —                              | 1998.33              | 1998.42              | Ayumi Tachihara      | —                    |
| 400    | ゲッチューまごころ便                               | Get You Magokorobin                                      | —                              | 1998.36              | 2001.49              | Toshiki Hisai        | —                    |
| 401    | トップスピード                                     | '                                                        | —                              | 1998.44              | 1999.19              |                      | —                    |
| 402    | 2×2                                                | 2 x 2                                                    | —                              | 1998.46              | 2001.04・05          | Izumi Ū              | —                    |
| 403    | 麻雀鬼ウキョウ                                     | Maajanki Ukyou                                           | —                              | 1998.50              | 2000.41              | Shunji Hashimoto     | —                    |
| 404    | パーフェクティーチャー                             | '                                                        | —                              | 1998.53              | 1999.15              | Ryo Ōkuma            | —                    |
| 404 c  | んんん                                             | zzzzz                                                    | 1999                           | 1999.00              | 1999.00              | zzzzz                | zzzzz                |
| 405    | パクリコン                                         | '                                                        | —                              | 1999.03              | 1999.31              | Motō Koyama          | —                    |
| 406    | がんばれ酢めし疑獄!!                               | Ganbare Sumeshi Gigoku!!                                 | —                              | 1999.18              | 2004.17              | Yūki Shikawa         | —                    |
| 407    | どうぎんぐ                                         | Dougi'ng                                                 | —                              | 1999.21              | 2000.45              | Kunikazu Saitō       | —                    |
| 408    | グラップラー刃牙外伝                               | Grappler Baki gaiden                                     | —                              | 1999.30              | 1999.42              | Keisuke Itagaki      | —                    |
| 409    | SPRINGMAN                                          | Spring Man                                               | —                              | 1999.31              | 2000.16              | Kōsuke Utsumi        | —                    |
| 410    | O-HA-YO                                            | O-ha-yo                                                  | —                              | 1999.32              | 2001.51              | Yoshio Kawashima     | —                    |
| 411    | Queen Bee                                          | Queen Bee                                                | —                              | 1999.33              | 1999.36              | Iku Oyamada          | —                    |
| 412    | バキ                                               | Baki                                                     | Baki                           | 1999.43              | 2005.52              | Keisuke Itagaki      | —                    |
| 413    | NUDE-少女鮮明-                                     | Nude - Shoujo Senmei                                     | —                              | 1999.44              | 2000.18              | Fujimaru Uchida      | —                    |
| 414    | デカポリス                                         | Deka Police                                              | —                              | 1999.45              | 2000.44              | Taku Iwatsuka        | —                    |
| 414 c  | んんん                                             | zzzzz                                                    | 2000                           | 2000.00              | 2000.00              | zzzzz                | zzzzz                |
| 415    | BM ネクタール                                      | BM: Nectar                                               | —                              | 2000.03              | 2002.33              | Yuki Fujisawa        | —                    |
| 416    | オバコブラ                                         | Oba Cobra                                                | —                              | 2000.15              | 2000.47              |                      | —                    |
| 417    | ショウup                                           | Show Up                                                  | —                              | 2000.20              | 2000.37              | Kyōroku Itō          | —                    |
| 418    | 迷探偵史郎シリーズ                                 | Meitantei Shirou Series                                  | Shirô - Détective Catastrophe  | 2000.23・24          | 2002.01              | Naoki Serizawa       | —                    |
| 419    | ファントム零                                       | Phantom Rei                                              | —                              | 2000.42              | 2001.26              | Hideki Nonomura      | Sanae Komiya         |
| 420    | KUROKO-黒衣-                                       | Kuroko                                                   | —                              | 2000.43              | 2001.35              | Yōsuke Takahashi     | —                    |
| 421    | ショー☆バン                                        | Shoo Ban                                                 | —                              | 2000.45              | 2007.15              | Yukitaro Matsushima  | Yuji Moritaka        |
| 422    | ベリースペシャル                                   | Very Special                                             | —                              | 2000.46              | 2001.12              | Morio Morita         | —                    |
| 423    | しゅーまっは                                       | Shu~Mahha                                                | —                              | 2000.47              | 2002.51              | Hakubayashi          | —                    |
| 424    | 戦士は眠らない!?                                   | Senshi wa Nemuranai!?                                    | —                              | 2000.48              | 2000.52              | Kazuhiko Hida        | —                    |
| 425    | PikaPokoスクランブル                               | '                                                        | —                              | 2000.51              | 2001.17              | Atsushi Azuma        | —                    |
| 426    | ななか6/17                                         | Nanaka 6/17                                              | —                              | 2000.53              | 2003.24              | Ken Yagami           | —                    |
| 426 c  | んんん                                             | zzzzz                                                    | 2001                           | 2001.00              | 2001.00              | zzzzz                | zzzzz                |
| 427    | 優駿の門 GI                                        | Yuushun no Mon G1                                        | —                              | 2001.03              | 2003.32              | Hiromi Yamasaki      | Hiromi Yamasaki      |
| 428    | ぷろぶれむちゃいるど                               | Problem Child                                            | —                              | 2001.13              | 2001.21              |                      | —                    |
| 429    | 黄泉の影郎                                         | '                                                        | —                              | 2001.16              | 2001.30              |                      | —                    |
| 430    | 虹色ラーメン                                       | Nijiiro Ramen                                            | —                              | 2001.19              | 2004.34              | Tamio Baba           | —                    |
| 431    | エイケン                                           | Eiken                                                    | —                              | 2001.22・23          | 2004.36・37          | Seiji Matsuyama      | —                    |
| 432    | 家族のオキテ                                       | Kazoku no Okite                                          | —                              | 2001.25              | 2001.50              |                      | —                    |
| 433    | スクライド                                         | Scryed                                                   | S-CRY-ed                       | 2001.27              | 2002.21              | Yasunari Toda        | Yōsuke Kuroda        |
| 434    | 生命のダイアリー                                   | Seimei no Diary                                          | —                              | 2001.28              | 2001.35              | Iku Oyamada          | Kazuho Tachiyama     |
| 435    | 樹海少年ZOO1                                       | Jukai Shounen Zoo 1                                      | —                              | 2001.31              | 2003.30              | Gatarō Man           | Taki Pierre          |
| 436    | ORANGE                                             | Orange                                                   | —                              | 2001.41              | 2004.06              | Tatsuki Nōda         | —                    |
| 437    | 七人のナナ                                         | Shichinin no Nana                                        | Seven of Seven                 | 2001.50              | 2002.26              | Azusa Kunihiro       | Yasuhiro Imagawa     |
| 438    | A.-D.O.G.S.                                        | '                                                        | —                              | 2001.52              | 2002.29              | Dai Suzuki           | Hiroaki Kitajima     |
| 439    | ナックルボンバー学園                               | Knuckle Bomber Gakuen                                    | —                              | 2001.52              | 2002.44              | Yoshio Kawashima     | —                    |
| 439 c  | んんん                                             | zzzzz                                                    | 2002                           | 2002.00              | 2002.00              | zzzzz                | zzzzz                |
| 440    | キリエ-吸血聖女-                                   | Kyrie: Kyuuketsu Seijo                                   | —                              | 2002.01              | 2002.36              | Mugita Sugimura      | —                    |
| 441    | 転生ANIMA                                          | Tensei Anima                                             | —                              | 2002.01              | 2002.13              | Izumi Ū              | —                    |
| 442    | 柔道放物線                                         | Juudou Houbutsusen                                       | —                              | 2002.08              | 2005.02・03          | Tomofumi Imai        | —                    |
| 443    | ハングリーハート                                   | Hungry Heart                                             | Hungry Heart                   | 2002.09              | 2005.11              | Yōichi Takahashi     | —                    |
| 444    | 元祖!浦安鉄筋家族                                  | Ganso! Urayasu Tekkin Kazoku                             | —                              | 2002.17              | 2010.48              | Kenji Hamaoka        | —                    |
| 445    | 拳魂                                               | Gendama                                                  | —                              | 2002.20              | 2002.37・38          | Tecchū Imatani       | —                    |
| 446    | SAMURAIMAN                                         | Samurai Man                                              | —                              | 2002.21              | 2002.47              | Naoki Serizawa       | —                    |
| 447    | キャラメルリンゴ                                   | Caramel Ringo                                            | —                              | 2002.22・23          | 2003.16              | Kōsuke Utsumi        | —                    |
| 448    | 無敵看板娘                                         | Muteki Kanban Musume                                     | Noodle Fighter                 | 2002.25              | 2006.13              | Jun Sadogawa         | —                    |
| 449    | ラフ&ラフ                                          | Rough & Rough                                            | —                              | 2002.25              | 2002.50              | Kōji Tatematsu       | —                    |
| 450    | 一丸伝記                                           | '                                                        | —                              | 2002.26              | 2002.39              | Taku Iwatsuka        | —                    |
| 451    | 優駿の門 番外編 白蹄のライバル                     | Yuushun no Mon Bangaihen - Hakutei no Rival              | —                              | 2002.27              | 2002.35              | Hiromi Yamasaki      | —                    |
| 452    | BOYSTYLEの達人スタイル                             | '                                                        | —                              | 2002.31              | 2002.48              |                      | —                    |
| 453    | 恋愛出世絵巻 えん×むす                             | Renai Shusse Emaki En x Musu                             | —                              | 2002.31              | 2003.42              | Takahiro Seguchi     | —                    |
| 454    | ひもろぎ守護神                                     | Himorogi Shugoshin                                       | —                              | 2002.34              | 2003.36・37          | Toshiki Hisai        | —                    |
| 454 c  | んんん                                             | zzzzz                                                    | 2000                           | 2000.00              | 2000.00              | zzzzz                | zzzzz                |
| 455    | 恐怖症博士-ドクター・フォービア-                   | Kyoufushou Hakase – Doctor Phobia                        | —                              | 2000.35              | 2001.53              | Yōsuke Takahashi     | —                    |
| 455 c  | んんん                                             | zzzzz                                                    | 2002                           | 2002.00              | 2002.00              | zzzzz                | zzzzz                |
| 456    | Switch                                             | Switch                                                   | —                              | 2002.37・38          | 2005.04・05          | Hideyuki Yonehara    | —                    |
| 457    | ダンコン                                           | Dankon                                                   | —                              | 2002.40              | 2003.44              | Toshio Ozawa         | —                    |
| 458    | アクメツ                                           | Akumetsu                                                 | Akumetsu                       | 2002.43              | 2006.17              | Yūki Yugo            | Yoshiaki Tabata      |
| 459    | フェイスガード虜                                   | Face Guard Toriko                                        | —                              | 2002.47              | 2005.09              | Gō Ōhinata           | —                    |
| 460    | TWO突風!                                           | Two Toppu!                                               | —                              | 2002.48              | 2004.19              | Rintarō Asahi        | Yoshiki Fujii        |
| 461    | スナッチャー窃                                     | Snatcher Setsu                                           | —                              | 2002.51              | 2003.16              | Shōji Takagi         | —                    |
| 461 c  | んんん                                             | zzzzz                                                    | 2003                           | 2003.00              | 2003.00              | zzzzz                | zzzzz                |
| 462    | カオシックルーン                                   | Chaosic Rune                                             | —                              | 2003.11              | 2004.35              | Kenji Yamamoto       | —                    |
| 463    | GONTA!                                             | Gonta !                                                  | Gonta!                         | 2003.17              | 2004.10              | Katsutoshi Morita    | Tarō Nami            |
| 464    | はぐヤン!とんじる                                  | '                                                        | —                              | 2003.19              | 2004.15              | Tomohiro Sonoda      | —                    |
| 465    | 輪道-RINDO-                                        | Rindo                                                    | —                              | 2003.20              | 2005.20              | Takayuki Inōchi      | —                    |
| 466    | 番長連合                                           | Banchou Rengou                                           | —                              | 2003.23              | 2006.27              | Shūji Abe            | —                    |
| 467    | UKキングダム                                       | UK Kingdom                                               | —                              | 2003.31              | 2004.16              | Yuki Fujisawa        | —                    |
| 468    | サムライジ                                         | Samurai Rising                                           | Samurai Rising                 | 2003.33              | 2004.20              | Shutaro Yamada       | Hideyuki Kurata      |
| 469    | Am a Boy                                           | Am a Boy                                                 | —                              | 2003.41              | 2004.11              | Ayumi Tachihara      | —                    |
| 470    | ロボこみ                                           | Robo Komi                                                | —                              | 2003.43              | 2005.28              | Keiichi Yagisawa     | Keiichi Yagisawa     |
| 471    | 子供学級                                           | Kodomo Gakkyuu                                           | —                              | 2003.44              | 2005.15              | Norio Sakurai        | Norio Sakurai        |
| 472    | 曲芸家族                                           | Kyokugei Kazoku                                          | —                              | 2003.45              | 2004.32              | Hayashi Misaki       | —                    |
| 472 c  | んんん                                             | zzzzz                                                    | 2004                           | 2004.00              | 2004.00              | zzzzz                | zzzzz                |
| 473    | ドカベン スーパースターズ編                        | Dokaben - Superstars Hen                                 | —                              | 2004.06              | 2012.17              | Shinji Mizushima     | —                    |
| 474    | 格闘新世紀 GO BOUT!                                | Kakutou Shinseiki Go Bout!                               | —                              | 2004.07              | 2004.34              | Reo Matsumoto        | —                    |
| 475    | かりんと。                                         | Karin to                                                 | Avec Karine                    | 2004.11              | 2005.25              | SEIJI The            | Higen Taketo         |
| 476    | 予想屋!勝                                          | '                                                        | —                              | 2004.12              | 2004.18              |                      | —                    |
| 477    | Athlete                                            | Athlete                                                  | —                              | 2004.14              | 2005.17              | Masaharu Inōe        | Seijun Ninomiya      |
| 478    | いっぽん!                                          | Ippon!                                                   | —                              | 2004.17              | 2006.46              | Takahiro Satō        | —                    |
| 479    | チェリー                                           | Chérry                                                   | —                              | 2004.19              | 2004.46              | Toshio Ozawa         | —                    |
| 480    | アイアンジョーカーズ                               | Iron Jokers                                              | —                              | 2004.20              | 2004.38              | Hitoshi Ariga        | Yūji Hosono          |
| 481    | 功夫伝奇アグニ                                     | '                                                        | —                              | 2004.25              | 2004.41              |                      | —                    |
| 482    | サナギさん                                         | Sanagi-san                                               | —                              | 2004.33              | 2008.41              | Yūki Shikawa         | —                    |
| 483    | 舞-HiME                                            | Mai-Hime                                                 | My-Hime                        | 2004.38              | 2005.32              | Kenetsu Satō         | Hajime Yatate        |
| 484    | MASTER GUN MASTER                                  | Master Gun Master                                        | —                              | 2004.39              | 2005.32              | Dai Suzuki           | —                    |
| 485    | ラブバスケット                                     | '                                                        | —                              | 2004.39              | 2004.46              |                      | —                    |
| 486    | ドールガン                                         | Dollgun                                                  | —                              | 2004.40              | 2006.20              | Ryusei Deguchi       | —                    |
| 487    | ブラック・ジャック-黒い医師-                       | Black Jack - Kuroi Ishi                                  | BlackJack - Le médecin en noir | 2004.45              | 2006.11              | Kenji Yamamoto       | Osamu Tezuka         |
| 488    | さんごくし                                         | Sangokushi                                               | —                              | 2004.46              | 2005.48              | Hiromi Yamasaki      | —                    |
| 489    | 未来改戦Dクロゥス                                  | Mirai Kaisen D Kurousu                                   | —                              | 2004.47              | 2005.21              | Junji Ōno            | —                    |
| 490    | 麺屋台ロード ナルトヤ!                             | Menyatai Roodo Narutoya!                                 | —                              | 2004.48              | 2006.10              | Tamio Baba           | —                    |
| 491    | 剣聖ツバメ                                         | Kensei Tsubame                                           | —                              | 2004.50              | 2006.50              | Kōichirō Takahashi   | —                    |
| 491 c  | んんん                                             | zzzzz                                                    | 2005                           | 2005.00              | 2005.00              | zzzzz                | zzzzz                |
| 492    | エレル                                             | El El                                                    | —                              | 2005.06              | 2005.21              | Yuki Fujisawa        | —                    |
| 493    | ガキ警察                                           | Gaki Keisatsu                                            | —                              | 2005.14              | 2006.16              | Rintarō Asahi        | Yoshiki Fujii        |
| 494    | フリオチ                                           | '                                                        | —                              | 2005.19              | 2005.38              |                      | —                    |
| 495    | 絶対解決まぐれ君                                   | '                                                        | —                              | 2005.21              | 2005.29              | TANAKA Mitchell      | —                    |
| 496    | 南風!BunBun                                        | Hae! Bunbun                                              | —                              | 2005.24              | 2006.09              | Hideyuki Yonehara    | —                    |
| 497    | ナンバMG5                                          | Nanba MG5                                                | —                              | 2005.27              | 2008.42              | Toshio Ozawa         | —                    |
| 498    | ドリル園児                                         | Drill Enji                                               | —                              | 2005.29              | 2006.44              | Gō Ōhinata           | —                    |
| 499    | ガン×ソード                                        | Gun x Sword                                              | —                              | 2005.31              | 2005.39              | Kazushi Hinoki       | Kazuho Hyōdō         |
| 500    | モテキング                                         | '                                                        | —                              | 2005.33              | 2005.51              |                      | Takeo Aoki           |
| 501    | 舞-乙HiME                                          | Mai-Otome                                                | My-Otome                       | 2005.36・37          | 2006.31              | Kenetsu Satō         | Tatsuhito Higuchi    |
| 502    | Pound for Pound                                    | Pound for Pound                                          | —                              | 2005.39              | 2006.32              | Juzo Tokoro          | —                    |
| 503    | サイカチ 真夏の昆虫格闘記                          | Saikachi - Manatsu no Konchuu Kakutouki                  | —                              | 2005.40              | 2006.25              | Shinsaku Kamimura    | Yasutaka Fujimi      |
| 504    | フットブルース                                     | Foot Blues                                               | —                              | 2005.42              | 2006.15              | Tatsuki Nōda         | —                    |
| 504 c  | んんん                                             | zzzzz                                                    | 2006                           | 2006.00              | 2006.00              | zzzzz                | zzzzz                |
| 505    | 範馬刃牙                                           | Hanma Baki                                               | —                              | 2006.01              | 2012.38              | Keisuke Itagaki      | —                    |
| 506    | 24のひとみ                                         | 24 no Hitomi                                             | —                              | 2006.04・05          | 2008.28              | Kei Kurashima        | —                    |
| 507    | 涅槃姫みどろ                                       | Nehanhime Midoro                                         | —                              | 2006.04・05          | 2007.14              |                      | Shōhei Ōnishi        |
| 508    | ゾクセイ                                           | Zokusei                                                  | —                              | 2006.06              | 2007.39              | Seiji Matsuyama      | —                    |
| 509    | 現代怪奇絵巻                                       | '                                                        | —                              | 2006.09              | 2009.04・05          | Shō Numoto           | —                    |
| 510    | Dämons                                             | Dämons                                                   | Dämons                         | 2006.10              | 2008.29              | Hideyuki Yonehara    | Osamu Tezuka         |
| 511    | みつどもえ                                         | Mitsudomoe                                               | Les Triplées                   | 2006.15              | 2012.39              | Norio Sakurai        | —                    |
| 512    | 無敵看板娘N                                        | Muteki Kanban Musume N                                   | —                              | 2006.16              | 2007.22・23          | Jun Sadogawa         | —                    |
| 513    | 椿ナイトクラブ                                     | Tsubaki Knight Club                                      | —                              | 2006.18              | 2007.33              | Tetsuhiro            | —                    |
| 514    | キレルくん                                         | Kireru-kun                                               | —                              | 2006.20              | 2007.01              |                      | —                    |
| 515    | ペンギン娘                                         | Penguin Musume                                           | —                              | 2006.21              | 2007.52              | Tetsuya Takahashi    | —                    |
| 516    | 星のブンガ                                         | Hoshi no Bunka                                           | —                              | 2006.21              | 2006.52              | Masami Hosokawa      | —                    |
| 517    | クンクンカムカ                                     | '                                                        | —                              | 2006.30              | 2007.10              | Jun Numata           | —                    |
| 518    | 発明軍人 イッシン                                  | Hatsumei Gunjin Isshin                                   | —                              | 2006.33              | 2007.10              | Shūji Abe            | —                    |
| 519    | ヤンキーフィギュア                                 | Yankee Figure                                            | —                              | 2006.33              | 2008.35              | TANAKA Mitchell      | —                    |
| 520    | 聖闘士星矢 NEXT DIMENSION 冥王神話                 | Saint Seiya - Next Dimension                             | Saint Seiya: Next Dimension    | 2006.36・37          | —                    | Shiori Teshirogi     | Masami Kurumada      |
| 521    | 魔剣士ZANN                                         | '                                                        | —                              | 2006.38              | 2006.48              |                      | —                    |
| 522    | 聖闘士星矢 THE LOST CANVAS 冥王神話                | Saint Seiya - The Lost Canvas                            | Saint Seiya: The Lost Canvas   | 2006.39              | 2011.19              | Shiori Teshirogi     | Masami Kurumada      |
| 523    | 白亜紀恐竜奇譚 竜の国のユタ                        | Hakuaki Kyouryuu Kitan Ryuu no Kuni no Yuta              | —                              | 2006.40              | 2008.12              | Jiyūzō Tokoro        | —                    |
| 524    | 優駿の門 特別篇 ディープインパクト                 | '                                                        | —                              | 2006.42              | 2006.49              | Hiromi Yamasaki      | —                    |
| 525    | 鉄鍋のジャン!R 頂上作戦                            | Tetsunabe no Jan! R - Choujou Sakusen                    | Iron Wok Jan ! R               | 2006.50              | 2008.52              | Shinji Saijyo        | —                    |
| 526    | 私は加護女                                         | Watashi wa Kagome                                        | —                              | 2006.51              | 2007.43              | Takeshi Kondō        | Yōsuke Takahashi     |
| 526 c  | んんん                                             | zzzzz                                                    | 2007                           | 2007.00              | 2007.00              | zzzzz                | zzzzz                |
| 527    | アイホシモドキ                                     | Aihoshi Modoki                                           | —                              | 2007.01              | 2007.34              | Takuma Morishige     | —                    |
| 528    | かるた                                             | Karuta                                                   | —                              | 2007.01              | 2007.21              | Kenjirō Takeshita    | —                    |
| 529    | 王様のオーパーツ                                   | Ousama no Oopaatsu                                       | —                              | 2007.02・03          | 2007.27              | Jun Nishikawa        | —                    |
| 530    | 不安の種+                                          | Fuan no Tane +                                           | —                              | 2007.09              | 2008.15              | Masaaki Nakayama     | —                    |
| 531    | ギャンブルフィッシュ                               | Gamble Fish                                              | —                              | 2007.10              | 2010.33              | Kazutoshi Yamane     | Hiromi Aoyama        |
| 532    | マイティ♡ハート                                    | Mighty Heart                                             | —                              | 2007.12              | 2009.14              | Seishirō Matsuri     | Seishirō Matsuri     |
| 533    | 舞-乙HiME嵐                                        | Mai-Otome Arashi                                         | —                              | 2007.18              | 2007.25              | Kenetsu Satō         | Tatsuhito Higuchi    |
| 534    | クローバー                                         | Clover                                                   | Clover                         | 2007.19              | —                    | Hirakawa Tetsuhiro   | —                    |
| 535    | ストライプブルー                                   | Stripe Blue                                              | —                              | 2007.20              | 2009.20              | Yukitaro Matsushima  | Yuji Moritaka        |
| 536    | ANGEL VOICE                                        | Angel Voice                                              | Angel Voice                    | 2007.21              | —                    | Takao Koyano         | —                    |
| 537    | フルセット!                                        | Full Set!                                                | Full Set !                     | 2007.22・23          | 2008.15              | Abi Umeda            | —                    |
| 538    | ヘレンesp                                          | Helen ESP                                                | —                              | 2007.26              | 2010.30              | Katsuhisa Kigitsu    | —                    |
| 539    | THEフンドシ守護霊                                  | '                                                        | —                              | 2007.35              | 2008.12              | Misami Hosokawa      | —                    |
| 540    | 侵略!イカ娘                                        | Shinryaku! Ika Musume                                    | —                              | 2007.35              | —                    | Masahiro Anbe        | —                    |
| 541    | いざ!海高剣道部                                    | '                                                        | —                              | 2007.40              | 2008.09              |                      | —                    |
| 542    | コトノハ学園                                       | '                                                        | —                              | 2007.44              | 2008.01              | Shō Satō             | —                    |
| 543    | 殺戮姫                                             | Satsurikuhime                                            | —                              | 2007.46              | 2007.52              | Hayashi Misaki       | —                    |
| 543 c  | んんん                                             | zzzzz                                                    | 2008                           | 2008.00              | 2008.00              | zzzzz                | zzzzz                |
| 544    | PUNISHER                                           | Punisher                                                 | Punisher                       | 2008.10              | 2009.21・22          | Jun Sadogawa         | —                    |
| 545    | 弱虫ペダル                                         | Yowamushi Pedal                                          | Pédaleur né                    | 2008.12              | —                    | Wataru Watanabe      | —                    |
| 546    | 悪徒-ACT-                                          | Akuto                                                    | —                              | 2008.14              | 2008.45              | Hitotsu Yokoshima    | Sai Ihara            |
| 547    | 覇道                                               | Hadou                                                    | —                              | 2008.16              | 2008.39              | Shūji Kimura         | —                    |
| 548    | LOOK UP!                                           | Look Up!                                                 | —                              | 2008.17              | 2008.35              | Shūji Mizuho         | —                    |
| 549    | D-ZOIC                                             | D-Zoic                                                   | —                              | 2008.19              | 2009.26              | Jiyūzō Tokoro        | —                    |
| 550    | 釣り屋ナガレ                                       | Tsuriya Nagare                                           | —                              | 2008.35              | 2011.07              | Kenjirō Takeshita    | —                    |
| 551    | トンボー                                           | Tonbo                                                    | —                              | 2008.38              | 2009.35              | Jun Numata           | —                    |
| 552    | 風が如く                                           | Kaze ga Gotoku                                           | —                              | 2008.47              | 2010.18              | Hideyuki Yonehara    | —                    |
| 553    | ナンバデッドエンド                                 | Nanba Deadend                                            | —                              | 2008.48              | 2011.38              | Toshio Ozawa         | —                    |
| 554    | 幻仔譚じゃのめ                                     | Genshitan Janome                                         | —                              | 2008.49              | 2010.12              | Abi Umeda            | —                    |
| 555    | クローズZERO                                       | Crows Zero                                               | —                              | 2008.50              | 2010.28              | Kenichiro Naito      | Shōgo Mutō           |
| 556    | ムラマサ                                           | Muramasa                                                 | —                              | 2008.51              | 2009.46              | Tetsuhiro            | —                    |
| 556 c  | んんん                                             | zzzzz                                                    | 2009                           | 2009.00              | 2009.00              | zzzzz                | zzzzz                |
| 557    | ツギハギ生徒会                                     | Tsugihagi Seitokai                                       | —                              | 2009.01              | 2010.30              | Masaomi Itō          | —                    |
| 558    | 木曜日のフルット                                   | Mokuyoubi no Furutto                                     | —                              | 2009.06              | —                    | Masakazu Ishiguro    | —                    |
| 559    | バキ外伝 疵面-スカーフェイス-                      | Baki Gaiden - Scarface                                   | —                              | 2009.07              | —                    | Yukinao Yamauchi     | Keisuke Itagaki      |
| 560    | ジョギリ屋ジョーがやって来る                       | '                                                        | —                              | 2009.10              | 2009.17              | Takumi Fukui         | —                    |
| 561    | 号外!!新選組カズエ                                 | '                                                        | —                              | 2009.18              | 2010.01              |                      | —                    |
| 562    | 仁侠姫レイラ                                       | Ninkyou Hime Leira                                       | —                              | 2009.19              | 2010.52              | Satoshi Yonei        | Kengo Kaji           |
| 563    | 武闘占術伝ヒイロとナナシ                           | Batoru Senjutsuden Hiiro to Nanashi                      | —                              | 2009.23              | 2009.30              | Tatsuya Tōji         | Takakazu Nagakubo    |
| 564    | バチバチ                                           | Bachi Bachi                                              | —                              | 2009.24              | 2012.19              | Takahiro Satō        | —                    |
| 565    | 畳の上のミクロ                                     | Tatami no Ue no Mikuro                                   | —                              | 2009.26              | 2009.45              | Masakazu Yoshiki     | —                    |
| 566    | 妖変ニーベルングの指環                             | Youhen Nibelungen no Yubiwa                              | —                              | 2009.46              | 2010.01              | Naoki Azuma          | Hiroto Saki          |
| 567    | ガリガリ!!                                         | Garigari!!                                               | —                              | 2009.47              | 2010.02・03          | Makoto Motoki        | —                    |
| 568    | え!?絵が下手なのに漫画家に?                        | E!? E ga Heta na no ni Mangaka ni?                       | —                              | 2009.48              | 2009.52              | Yūki Shikawa         | —                    |
| 569    | ブラック・ジャック創作秘話〜手塚治虫の仕事場から〜 | Black Jack Sousaku Hiwa - Tezuka Osamu no Shigotoba kara | —                              | 2009.48              | 2012.08              | Kōji Yoshimoto       | Katsu Miyazaki       |
| 570    | 出陣!!ムショ高排球軍                               | Shutsujin!! Musho Kouhaikyuugun                          | —                              | 2009.49              | 2011.08              | Kentaro Kurimoto     | —                    |
| 570 c  | んんん                                             | zzzzz                                                    | 2010                           | 2010.00              | 2010.00              | zzzzz                | zzzzz                |
| 571    | AL                                                 | AL: The White Triceratops                                | —                              | 2010.02・03          | 2010.39              | Jiyūzō Tokoro        | —                    |
| 572    | ケルベロス                                         | Cerberus                                                 | —                              | 2010.06              | 2011.47              | Takumi Fukui         | —                    |
| 573    | ハンザスカイ                                       | Hanzasky                                                 | —                              | 2010.07              | 2012.26              | Jun Sadogawa         | —                    |
| 574    | シュガーレス                                       | Sugarless                                                | —                              | 2010.08              | —                    | Masami Hosokawa      | —                    |
| 575    | 透明人間の作り方                                   | '                                                        | —                              | 2010.10              | 2010.17              | Eiji Masuda          | —                    |
| 576    | はみどる!                                          | Hamidoru!                                                | —                              | 2010.12              | 2011.29              | Kaneda Mario         | Kaneda Mario         |
| 577    | 行徳魚屋浪漫スーパーバイトJ                        | Gyoutoku Sakanaya Roman Super Bait J                     | —                              | 2010.19              | 2012.18              | Jun Numata           | —                    |
| 578    | MOB 〜私立宝蔵学園萌え部〜                         | Mob - Shiritsu Houzou Gakuen Moe Bu                      | —                              | 2010.31              | 2010.40              | Toshiki Hisai        | —                    |
| 579    | キガタガキタ! 〜「恐怖新聞」より〜                 | Kigata ga Kita! - "Kyoufu Shinbun" yori                  | —                              | 2010.35              | 2011.29              | Shinji Saijyo        | Jirō Tsunoda         |
| 580    | さらし首3人衆                                      | Sarashi Kubi 3-Ninshuu                                   | —                              | 2010.41              | 2011.15              | Isao Yamashita       | —                    |
| 581    | 少年探偵 狩野俊介                                  | Shounen Tantei Kanou Shunsuke Koureikai Jiken            | —                              | 2010.48              | 2011.39              | Yukitaro Matsushima  | Tadashi Ōta          |
| 582    | 毎度!浦安鉄筋家族                                  | Maido! Urayasu Tekkin Kazoku                             | —                              | 2010.49              | —                    | Kenji Hamaoka        | —                    |
| 583    | りびんぐでっど!                                    | Living Dead!                                             | —                              | 2010.51              | 2012.34              | Sato                 | —                    |
| 584    | たまたまポンチー                                   | Tamatama Ponchie                                         | —                              | 2010.52              | 2011.09              | Yasuhito Yamamoto    | —                    |
| 584 c  | んんん                                             | zzzzz                                                    | 2011                           | 2011.00              | 2011.00              | zzzzz                | zzzzz                |
| 585    | モメンタム                                         | Momentum                                                 | —                              | 2011.09              | 2011.34              | Yūji Hamaguchi       | —                    |
| 586    | てんむす                                           | Tenmusu                                                  | —                              | 2011.10              | —                    | Kakuya Inayama       | —                    |
| 587    | 囚人リク                                           | Shuujin Riku                                             | —                              | 2011.11              | —                    | Shinobu Seguchi      | —                    |
| 588    | ましのの                                           | Mashinono                                                | —                              | 2011.13              | 2012.29              | Bisachi Hachiya      | —                    |
| 589    | 被害妄想少女うれいの日常                           | '                                                        | —                              | 2011.15              | 2011.35              | Yukihiro Nakamura    | —                    |
| 590    | 王様日記                                           | Ousama Nikki                                             | —                              | 2011.17              | 2011.25              | Masafumi Morita      | —                    |
| 591    | 聖闘士星矢 THE LOST CANVAS 冥王神話 外伝           | Saint Seiya - The Lost Canvas - Meiou Shinwa Gaiden      | —                              | 2011.25              | 2012.22・23          | Shiori Teshirogi     | Masami Kurumada      |
| 592    | イマワノキワ                                       | Imawa no Kiwa                                            | —                              | 2011.32              | 2011.51              | Yōsuke Ueyama        | —                    |
| 593    | ドラゴン・ハイドレート〜辰吉漂龍伝〜               | '                                                        | —                              | 2011.33              | 2011.41              | Hana Shinohara       | Hiromi Aoyama        |
| 594    | 半熟ガーディアンズ                                 | Hanjuku Guardians                                        | —                              | 2011.35              | 2011.45              | Tatsuya Tōji         | Takakazu Nagakubo    |
| 595    | 空が灰色だから                                     | Sora ga Haiiro dakara                                    | —                              | 2011.38              | —                    | Tomomi Abe           | —                    |
| 596    | うずらコンビニエンス                               | Uzura Convenience                                        | —                              | 2011.39              | 2011.51              | Head Sankaku         | —                    |
| 597    | さくらDISCORD                                      | Sakura Discord                                           | —                              | 2011.40              | 2012.34              | Eiji Masuda          | —                    |
| 598    | ブラック・ジャック〜青き未来〜                     | Black Jack - Aoki Mirai                                  | —                              | 2011.41              | 2012.11              | Masaaki Nakayama     | Hitoshi Iwaaki       |
| 599    | デザートローズ                                     | Desert Rose                                              | —                              | 2011.42              | 2012.12              | Hayato Takami        | —                    |
| 600    | いきいきごんぼ                                     | Ikiiki Gonbo                                             | —                              | 2011.48              | —                    |                      | —                    |
| 601    | LUCKY STRIKE                                       | Lucky Strike                                             | —                              | 2011.49              | 2012.33              | Yoshihiko Inui       | —                    |
| 602    | 琉神マブヤー                                       | Ryuujin Mabuyer                                          | —                              | 2011.51              | 2012.25              | Tetsuhiro Maruyama   | Junko Higa           |
| 602 c  | んんん                                             | zzzzz                                                    | 2012                           | 2012.00              | 2012.00              | zzzzz                | zzzzz                |
| 603    | ガキ教室                                           | Gaki Kyoushitsu                                          | —                              | 2012.09              | —                    | Toshio Ozawa         | —                    |
| 604    | バイオハザード〜マルハワデザイア〜                 | Biohazard - Marhawa Desire                               | Resident Evil: Marhawa Desire  | 2012.13              | —                    | Naoki Serizawa       | Capcom               |
| 605    | ちぐはぐラバーズ                                   | Chiguhagu Lovers                                         | —                              | 2012.15              | 2012.30              | Nakaba Suzuki        | —                    |
| 606    | ドカベン ドリームトーナメント編                    | Dokaben - Dream Tournament Hen                           | —                              | 2012.18              | —                    | Shinji Mizushima     | —                    |
| 607    | スポ×ちゃん!                                       | Supo x Chan!                                             | —                              | 2012.20              | —                    | Kenjirō Takeshita    | —                    |
| 608    | バチバチBURST                                      | Bachi Bachi Burst                                        | —                              | 2012.25              | —                    | Takahiro Satō        | —                    |
| 609    | ばかモン!                                          | Bakamon!                                                 | —                              | 2012.31              | 2012.39              | Kenichiro Naito      | —                    |
| 610    | パンダのこ                                         | Panda no Ko                                              | —                              | 2012.33              | —                    | Hikari Sumi          | —                    |
| 611    | バーサスアース                                     | Versus Earth                                             | —                              | 2012.34              | —                    | Yoshihiko Watanabe   | Kazutomo Ichitomo    |
| 612    | ラララライブ                                       | Rararaibu                                                | —                              | 2012.35              | —                    | Sabu                 | —                    |
| 613    | 弱虫ペダル SPARE BIKE                              | Yowamushi Pedal: Spare Bike                              | —                              | 2012.38              | —                    | Wataru Watanabe      | —                    |
| 614    | 名探偵マーニー                                     | Meitantei Marnie                                         | —                              | 2012.38              | —                    | Katsuhisa Kigitsu    | —                    |
| 615    | 鬼さんコチラ                                       | Oni-san Kochira                                          | —                              | 2012.39              | —                    | Hajime Emoto         | —                    |
| 616    | ばどばどミント!                                    | Bado Bado Mint!                                          | —                              | 2012.43              | —                    | Ryudai Ishizaka      | —                    |
| 996 01 | んんん                                             | zzzzz                                                    | En cours                       | 9996.01              | 9996.1968 00         | zzzzz                | zzzzz                |
| 997 01 | 00000                                              | 00000                                                    | 0-9                            | 9997.01              | 9997.01              | 00000                | 00000                |
| 998 01 | あ                                                 | zzzzz                                                    | あ à お                        | 9998.01              | 9998.01              | zzzzz                | zzzzz                |
| 998 02 | か                                                 | zzzzz                                                    | か à こ                        | 9998.02              | 9998.02              | zzzzz                | zzzzz                |
| 998 03 | さ                                                 | zzzzz                                                    | さ à そ                        | 9998.03              | 9998.03              | zzzzz                | zzzzz                |
| 998 04 | た                                                 | zzzzz                                                    | た à と                        | 9998.04              | 9998.04              | zzzzz                | zzzzz                |
| 998 05 | な                                                 | zzzzz                                                    | な à の                        | 9998.05              | 9998.05              | zzzzz                | zzzzz                |
| 998 06 | は                                                 | zzzzz                                                    | は à ほ                        | 9998.06              | 9998.06              | zzzzz                | zzzzz                |
| 998 07 | ま                                                 | zzzzz                                                    | ま à も                        | 9998.07              | 9998.07              | zzzzz                | zzzzz                |
| 998 08 | や                                                 | zzzzz                                                    | や à よ                        | 9998.08              | 9998.08              | zzzzz                | zzzzz                |
| 998 09 | ら                                                 | zzzzz                                                    | ら à ろ                        | 9998.09              | 9998.09              | zzzzz                | zzzzz                |
| 998 10 | わ                                                 | zzzzz                                                    | わ à を                        | 9998.10              | 9998.10              | zzzzz                | zzzzz                |
| 998 11 | ん                                                 | zzzzz                                                    | ん                             | 9998.11              | 9998.11              | zzzzz                | zzzzz                |
| 999 01 | んんん                                             | A                                                        | A                              | 9999.01              | 9999.01              | A                    | A                    |
| 999 02 | んんん                                             | B                                                        | B                              | 9999.02              | 9999.02              | B                    | B                    |
| 999 03 | んんん                                             | C                                                        | C                              | 9999.03              | 9999.03              | C                    | C                    |
| 999 04 | んんん                                             | D                                                        | D                              | 9999.04              | 9999.04              | D                    | D                    |
| 999 05 | んんん                                             | E                                                        | E                              | 9999.05              | 9999.05              | E                    | E                    |
| 999 06 | んんん                                             | F                                                        | F                              | 9999.06              | 9999.06              | F                    | F                    |
| 999 07 | んんん                                             | G                                                        | G                              | 9999.07              | 9999.07              | G                    | G                    |
| 999 08 | んんん                                             | H                                                        | H                              | 9999.08              | 9999.08              | H                    | H                    |
| 999 09 | んんん                                             | I                                                        | I                              | 9999.09              | 9999.09              | I                    | I                    |
| 999 10 | んんん                                             | J                                                        | J                              | 9999.10              | 9999.10              | J                    | J                    |
| 999 11 | んんん                                             | K                                                        | K                              | 9999.11              | 9999.11              | K                    | K                    |
| 999 12 | んんん                                             | L                                                        | L                              | 9999.12              | 9999.12              | L                    | L                    |
| 999 13 | んんん                                             | M                                                        | M                              | 9999.13              | 9999.13              | M                    | M                    |
| 999 14 | んんん                                             | N                                                        | N                              | 9999.14              | 9999.14              | N                    | N                    |
| 999 15 | んんん                                             | O                                                        | O                              | 9999.15              | 9999.15              | O                    | O                    |
| 999 16 | んんん                                             | P                                                        | P                              | 9999.16              | 9999.16              | P                    | P                    |
| 999 17 | んんん                                             | Q                                                        | Q                              | 9999.17              | 9999.17              | Q                    | Q                    |
| 999 18 | んんん                                             | R                                                        | R                              | 9999.18              | 9999.18              | R                    | R                    |
| 999 19 | んんん                                             | S                                                        | S                              | 9999.19              | 9999.19              | S                    | S                    |
| 999 20 | んんん                                             | T                                                        | T                              | 9999.20              | 9999.20              | T                    | T                    |
| 999 21 | んんん                                             | U                                                        | U                              | 9999.21              | 9999.21              | U                    | U                    |
| 999 22 | んんん                                             | V                                                        | V                              | 9999.22              | 9999.22              | V                    | V                    |
| 999 23 | んんん                                             | W                                                        | W                              | 9999.23              | 9999.23              | W                    | W                    |
| 999 24 | んんん                                             | X                                                        | X                              | 9999.24              | 9999.24              | X                    | X                    |
| 999 25 | んんん                                             | Y                                                        | Y                              | 9999.25              | 9999.25              | Y                    | Y                    |
| 999 26 | んんん                                             | Z                                                        | Z                              | 9999.26              | 9999.26              | Z                    | Z                    |